# Bregille
Vous lisez un « bon article » labellisé en 2010.
Bregille [bʁəʒij] est un quartier de la ville française de Besançon situé sur la rive droite du Doubs, limitrophe du centre historique à l'ouest, du quartier des Clairs-Soleils au nord et des Chaprais au nord-ouest. Il s'est développé sur la colline de Bregille qui culmine à 458 mètres, soit près de 200 mètres en amont de la rivière. Au recensement de 2018, il comptait 3 246 habitants appelés Bregillots.
À l'origine, le quartier de Bregille est un village prospère, appartenant au clergé de Besançon. Peu à peu le hameau se développe notamment grâce à la vigne au XVIe siècle mais aussi et surtout grâce à l'industrie dans le secteur des Prés-de-Vaux au début du XIXe siècle. Cependant, le site est de nombreuses fois sinistré au cours de conflits opposant la ville de Besançon à des rivaux tels que les Écorcheurs ou encore les Autrichiens en 1814, ce qui trouble fortement son développement. Après avoir été utilisé pour ses ressources en eau alimentant la ville, le secteur se reconvertit dans la construction de salins connus dans la région et la France entière, accessibles notamment par le Funiculaire de Bregille. Aujourd'hui, Bregille est un quartier qui garde un caractère champêtre et vivant, et qui est essentiellement une zone résidentielle et forestière.
Le quartier comporte un grand nombre de villas cossues ainsi que quelques monuments tels que le château de la Juive, l'église Sainte-Jeanne-d'Arc, les forts de Bregille et de Beauregard ou encore le cimetière juif de la ville. Le secteur dispose d'un environnement exceptionnel et diversifié, avec notamment le lieu-dit du grand désert et de nombreux sentiers pédestres qui offrent une promenade au cœur de la forêt de Bregille.

## Géographie

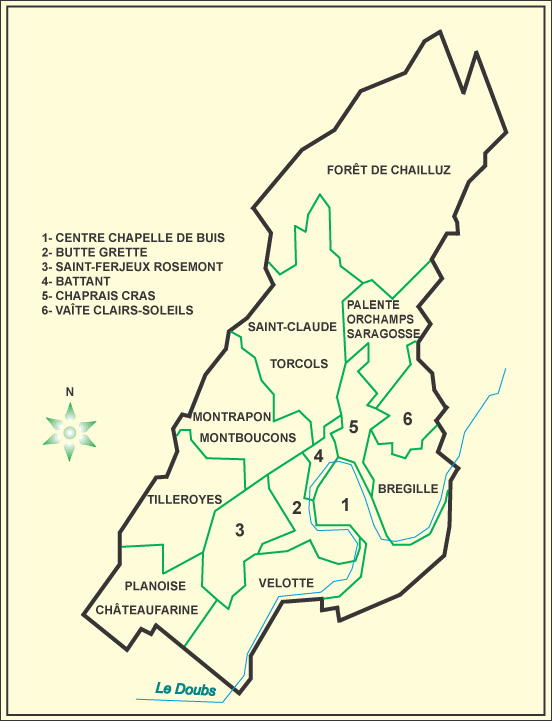

### Situation
Le quartier de Bregille est bordé au sud par le secteur de la Chapelle des Buis ; à l'ouest par le quartier de La Boucle ; au nord par les Chaprais ; à l'est par le quartier des Clairs-Soleils et par les communes de Morre, de Montfaucon et de Chalezeule. Le quartier fait également partie du canton de Besançon-4 avec les quartiers des Clairs-Soleils et des Chaprais et les communes de Braillans, Chalèze, Chalezeule, Champoux, Marchaux-Chaudefontaine et Thise.

### Site
Le site de Bregille est établi sur une colline culminant à environ 460 mètres (soit la quatrième colline de la ville en altitude), qui s'étend des bords de la rive droite du Doubs jusqu'aux environs de Palente-Orchamps au nord et Chalezeule au nord-est. Une petite vallée formée par une ancienne rivière s'est formée au niveau de Bregille-Village, donnant l'impression qu'une butte coiffée du fort Beauregard rivalise avec l'imposante colline de Bregille. Près du sommet de cette dernière est niché un terrain désertique appelé communément le « grand désert », le reste du site étant occupé par une épaisse et dense forêt. Deux sources d'eau existent sur le site de Bregille : La Douin (ou source haute) et Le Moine (ou source basse) qui sont aujourd'hui captées pour les besoins en eau de la ville.

### Géologie

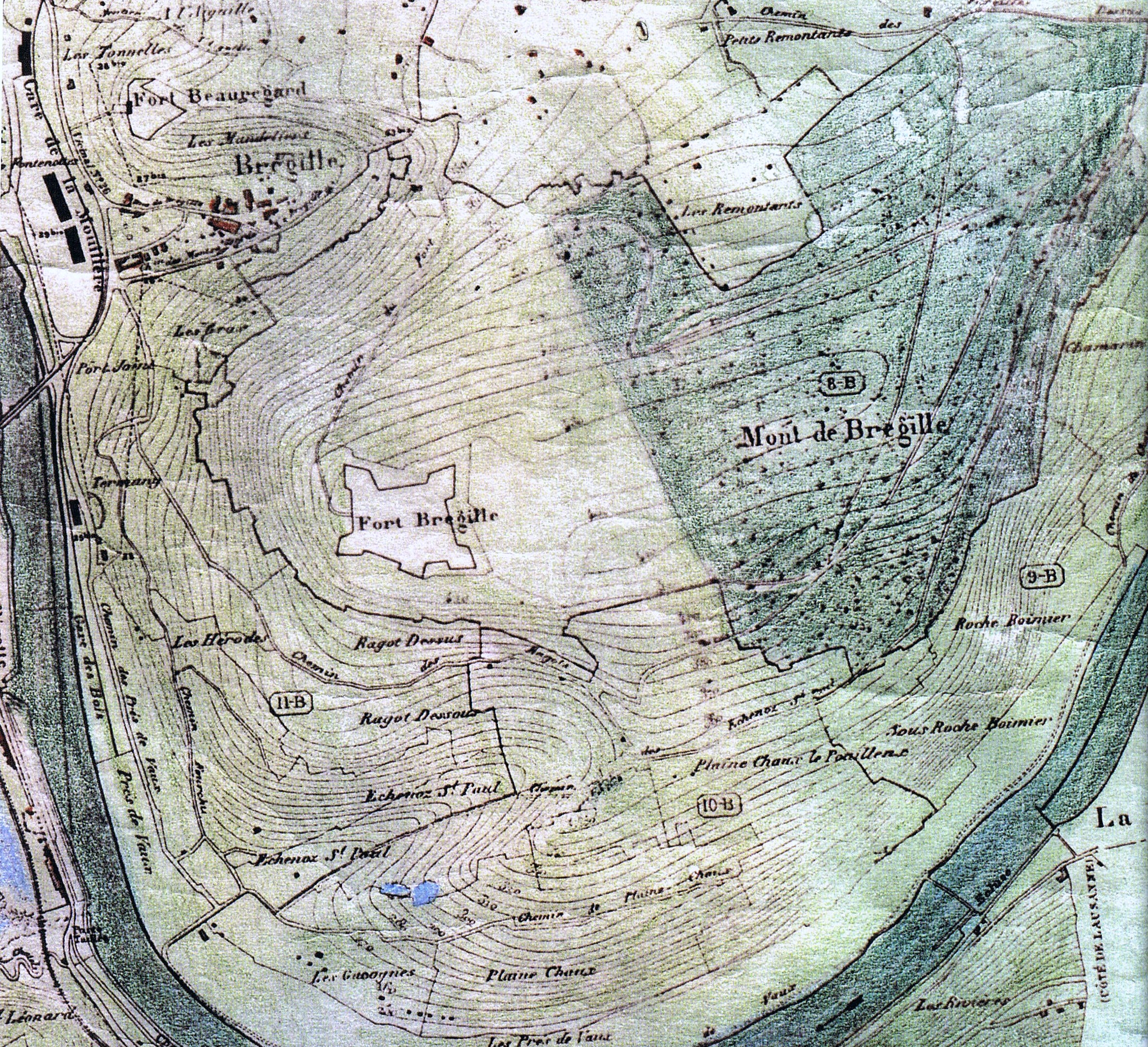
Carte topographique de la colline de Bregille, datant du XIX.

La ville de Besançon est située à la jonction de la région montagneuse d’élevage du massif du Jura (plateaux du Haut-Doubs) et des vastes plaines cultivables fertiles franc-comtoises, dans la zone préjurassienne délimitée par les zones plissées dites des Avant-Monts au nord et du faisceau bisontin au sud.
Une étude sur la topographie de Besançon réalisée par Paul Broquet révèle que le site de Bregille est situé sur le flanc d'un pli en genou qui passe en direction de l'est-sud-est à une série de plis synclinaux sub-coffrés dont la plupart se chevauchent. Il s'agit plus précisément d'un faisceau de plis, nommé faisceau bisontin comprenant l'anticlinal de Bregille. Ce dernier est le prolongement en direction du nord-est de l'anticlinal de la colline Saint-Étienne (au niveau de la Citadelle) qui est parfaitement repérable sur un panoramique des deux collines. Ces plis sont la partie la plus externe des plissements alpins, et se sont formés au Pontien, il y a environ dix millions d'années. À cette époque, il y avait donc une seule et même colline haute d'environ 400 mètres, avant que l'érosion ne vienne séparer la dépression en deux collines : Bregille et Saint-Étienne. Puis, il y a approximativement trois à quatre millions d'années, un soulèvement se produisit rehaussant le site d'environ 200 mètres. La rivière du Doubs avait alors deux chemins : soit passer en ligne droite, soit faire un détour par le creux laissé par l'érosion. C'est la deuxième solution qui prima, faisant que cette rivière prit la forme d'une boucle quasi parfaite creusant petit à petit une véritable vallée.
Mais à la suite d'autres changements géologiques, le Doubs va perdre un de ses affluents, le Rhin, ce qui va irrémédiablement réduire le débit de ce cours d'eau. Les conséquences seront minimes, car la vallée creusée restera la même bien que le Doubs affinera un peu plus le travail réalisé par son prédécesseur. Durant une ère de glaciation datée de -20 000 à -10 000, des blocs de pierre soumis à la pression du gel s'effondrent, donnant un profil régulier aux versants des collines bisontines, bien que quelques versants escarpés continuent à évoluer encore de nos jours. Grâce aux pluies acides du Pliocène, des fractures rocheuses vont apparaître et des réseaux d'eau vont se créer. La Douin et Le Moine qui sont deux sources bregillotes, sont toutes deux originaires de cette époque. Le trop-plein d'eau généré par la Douin formera une petite rivière qui creusera une vallée à l'amont de laquelle s'établira Bregille-Village, à proximité de la source principale, avant que ses eaux ne soient captées en 1559 pour la ville de Besançon. La facile érosion de certaines parcelles de terre permettra l'expansion de la culture viticole et maraîchère, au niveau des Ragots, des Vaîtes mais aussi de Clementigney.

### Climat
Le quartier de Bregille est soumis au même climat que Besançon, caractérisé par une forte variabilité. Les hivers sont rudes avec de fortes gelées et de la neige, et les étés sont chauds et secs. Les records de température maximale et minimale sur Besançon sont respectivement de 40,3 °C le 28 juillet 1921 et −20,7 °C le 1er janvier 1985. La température moyenne annuelle est de 10,2 °C.
| Mois                                                      | J    | F    | M    | A    | M     | J     | J    | A    | S    | O    | N     | D    | Année |
| --------------------------------------------------------- | ---- | ---- | ---- | ---- | ----- | ----- | ---- | ---- | ---- | ---- | ----- | ---- | ----- |
| Températures (sous abri, normales) °C                     | 1,6  | 3,3  | 6,1  | 9,4  | 13,3  | 16,5  | 18,9 | 18,3 | 15,7 | 11,3 | 5,6   | 2,1  | 10,2  |
| Précipitations (hauteur moyenne en mm, période 1961-1990) | 91,1 | 81,8 | 83,5 | 91,6 | 111,4 | 100,1 | 80,5 | 86,9 | 93,2 | 85,8 | 103,7 | 99,0 | 1108  |
| Source : Météo France                                     |      |      |      |      |       |       |      |      |      |      |       |      |       |

### Axes routiers et voiries
Le quartier de Bregille n'est pas traversé par des axes essentiels, la grande majorité des voiries étant de petites routes ou des sentiers. Diverses rues rejoignent le quartier des Clairs-Soleils et celui des Chaprais, Bregille étant limitrophe de ces secteurs. Le quartier compte également un pont et trois passerelles franchissant le Doubs et rejoignant le centre historique : le pont de Bregille, qui fut construit en bois en 1689 puis sur piles de pierre de 1834 à 1837, la passerelle des Prés-de-Vaux reliant le secteur des Prés-de-Vaux à la route de Morre (N 57) au niveau de la Porte taillée, la passerelle de Chardonnet reliant le quartier à La Boucle, et le pont de la ligne de chemin de fer Besançon-Viotte - Le Locle-Col-des-Roches franchissant le Doubs au niveau de la tour de Rivotte pour atteindre la gare de Besançon-la Mouillère.

### Découpage
Le site de Bregille comprenait populairement la totalité de la colline de Bregille (divisée en sous-secteurs), les Clairs-Soleils ainsi que les Prés-de-Vaux. Les Clairs-Soleils, avant les années 1960 et son urbanisation, était administrativement dépendant du secteur de Bregille, bien que son développement et son histoire soient complètement dissociés. En effet, le site des Clairs-Soleils était à l'origine un secteur champêtre ne comptant pas plus d'une dizaine de fermes avant que les HLM ne les remplacent, lui donnant son aspect indéniable de quartier à part entière, à l'inverse de Bregille qui a toujours été un véritable village animé, et ce, depuis ses origines à nos jours. Quant au secteur des Prés-de-Vaux, il a toujours été administrativement dépendant de Bregille, mais comme pour les Clairs-Soleils, son histoire est différente ce qui fait que parfois le site est défini comme un secteur à part. Le secteur des Prés-de-Vaux, établi entre la rive droite du Doubs et les flancs de la colline de Bregille, fut jusqu'au début du XXe siècle un espace peu urbanisé. Mais à la fin des années 1890, le site devint une vaste aire industrielle et deviendra pour la plupart des bisontins, un secteur à part de Bregille à l'écart du village résidentiel. Malgré ces quelques divergences, on considère que Bregille est composé de quatre sous-secteurs : les Prés-de-Vaux, Bregille-Village qui est le centre historique du quartier, Bregille-Plateau qui est une récente excroissance du secteur ainsi que les Ragots comparable à un petit bourg. Quant au site de la Mouillère, il fut annexé administrativement au quartier des Chaprais, et ne fait plus partie à ce titre de Bregille.

#### Bregille-Village

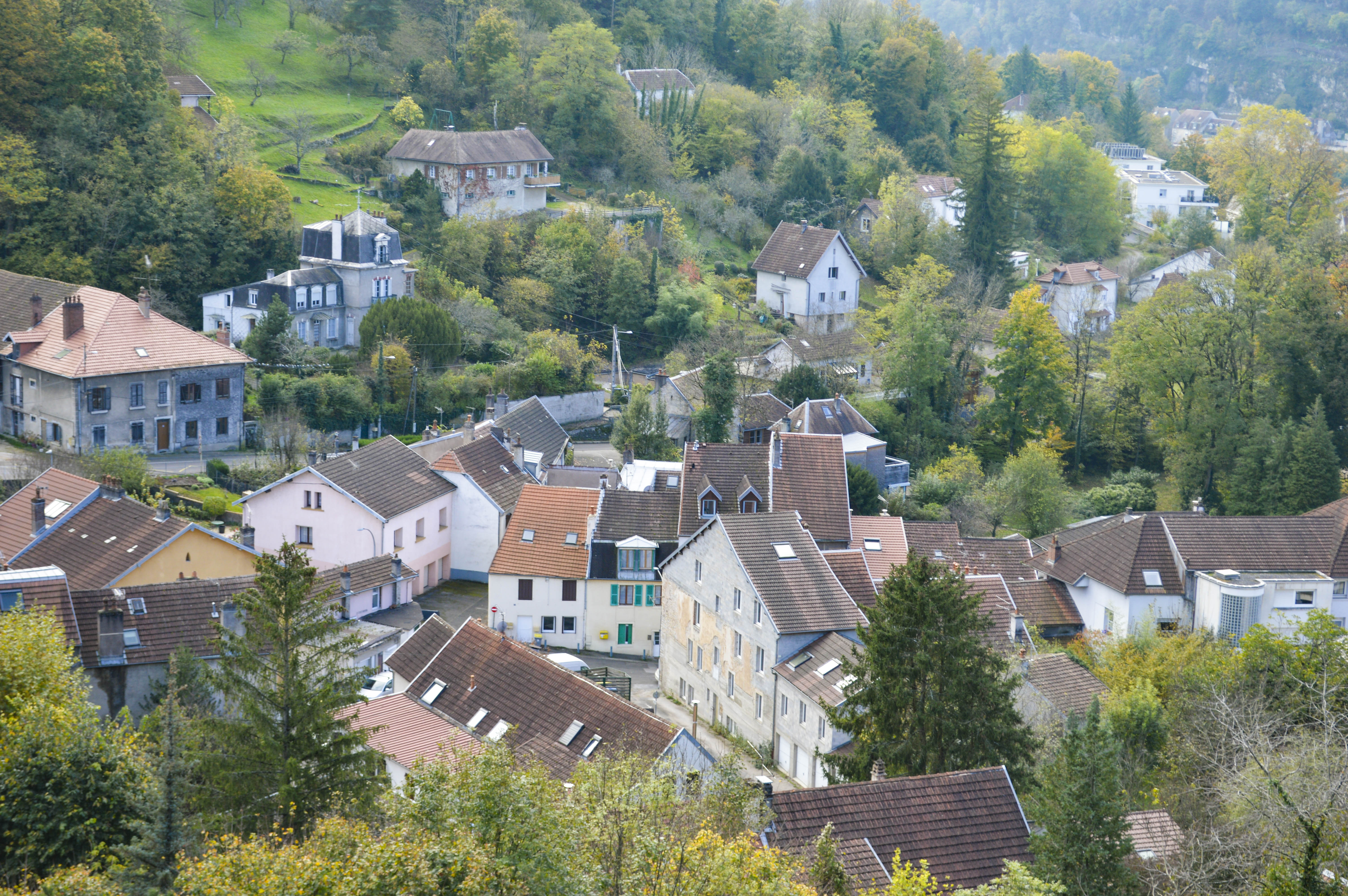
Bregille-Village en 2024.

Bregille-Village est le berceau du quartier de Bregille, situé entre le côté sud-est de la colline de Bregille et la butte de Beauregard, près de la rive droite du Doubs. C'est dans ce secteur que sont situés l'église Sainte-Jeanne-d'Arc, le fort Beauregard ainsi que le Sport Nautique Bisontin. Bregille-Village est divisé en trois sous-secteurs : le quartier haut, la rue Fabre et chemins annexes ainsi que la rue des Fontenottes et chemins annexes.
L'école, qui fut construite en 1794, recevait de nombreux écoliers du village et des environs ; et la population, qui était essentiellement composée d'ouvriers, de commerçants, d'artistes et d'artisans donnait un aspect très vivant à ce village de banlieue. Les habitants prenaient l'eau à la fontaine jusqu'en 1945, et le facteur circulait en uniforme et képi. Jadis existait la pépinière « la Pepe », une zone semi-sauvage ou les enfants venaient jouer avant d'aller à la messe à l'église Sainte-Jeanne-d'Arc. La grande majorité des maisons de la rue Fabre fut construite dans les années 1930-1940 et les jardins remplacèrent les cultures de vignes ravagées par le phylloxéra. Un réservoir alimentant deux sources existait dans le bas du village jusqu'en 2000, avant qu'il soit démoli pour permettre la construction d'un nouvel immeuble. Près de ce dernier était établi le lavoir des femmes qui y lavaient leur linge jusque dans les années 1960, avant l'installation de l'eau courante. Le bâtiment de l'amicale Bregille-Village fut quant à lui construit dans les années 1960. Près de la place du village étaient, et sont encore pour certains, postés les différents commerces, notamment l'épicerie-tabac, la boucherie, la boulangerie, le photographe ainsi que l'épicerie. La rue de la Fontaine garde encore son pavage d'antan et ses anneaux servant à attacher les ânes vignerons. Toujours dans cette même rue, il y avait des maisons puis un atelier mécanique de cycles et l'usine de maroquinerie Supérior aujourd'hui remplacée par « Le clos de Bregille » où vivent une trentaine de familles. La rue aboutit par des belles demeures où logent des horlogers, des chromeurs ou des couturiers, faisant face à l'église Sainte-Jeanne-d'Arc, puis une dernière villa en pierre de taille, avec vitraux, termine la voie.

#### Bregille-Plateau
Dans les années 1960, la ville de Besançon tente de combler le manque de logements dû à l'explosion démographique en urbanisant tous les secteurs adjacents de la ville qui peuvent l'être,. C'est ainsi que des nouveaux quartiers tels que Planoise, Palente-Orchamps, Montrapon-Fontaine-Écu ou encore les Clairs-Soleils passent de zones à caractère champêtre à de véritables petites villes à l'urbanisation sans précédent,. Cependant, la ville n'attend pas que ces nouveaux pôles urbains soient terminés pour commencer à bâtir de nouveaux logements, et c'est ainsi que Bregille-Plateau accueille des bâtiments HLM. L'Est républicain du 2 février 1966 témoigne de cette nouvelle urbanisation à Bregille.

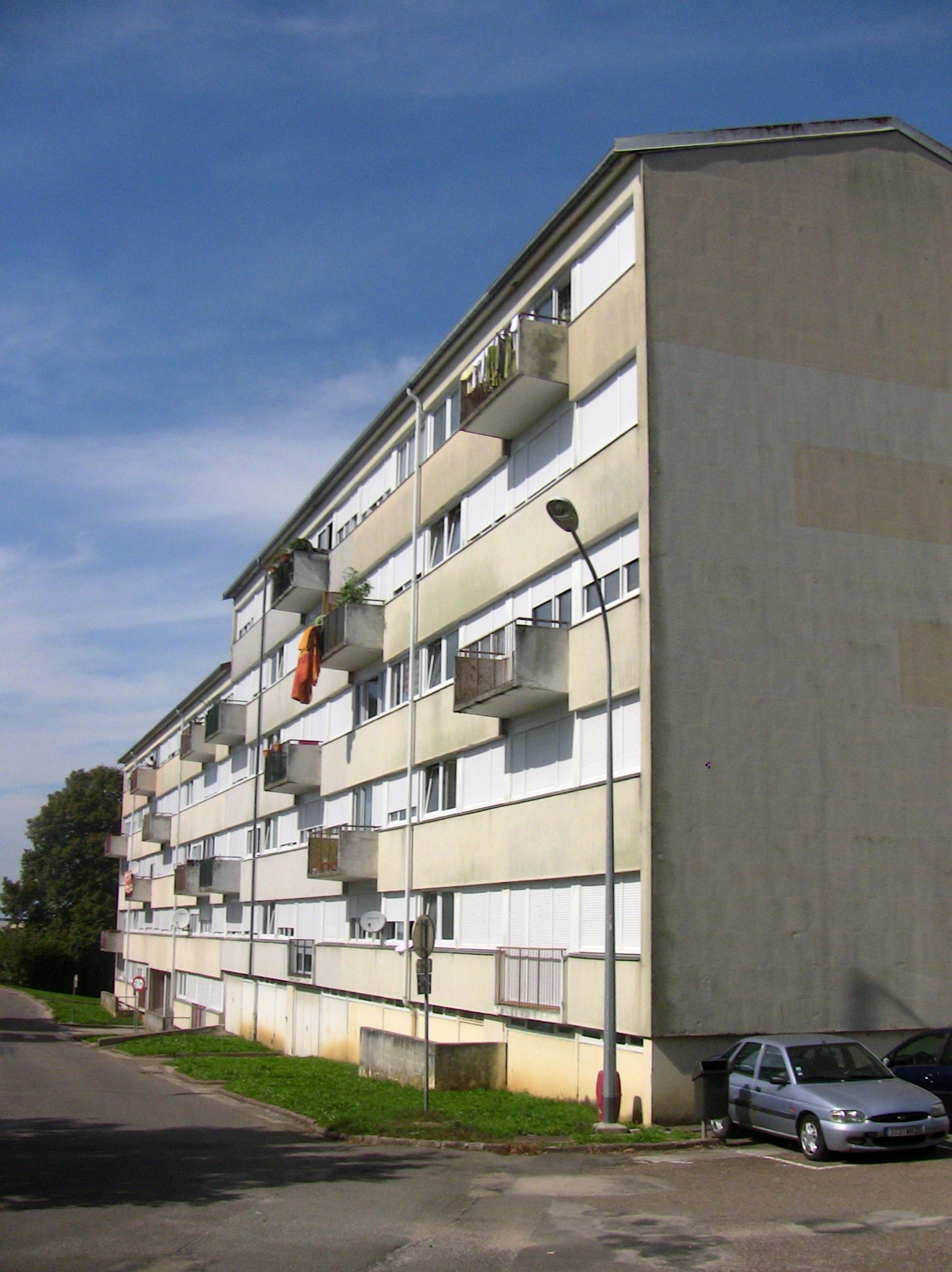
Une HLM de la rue Boissy d'Anglas.

#### Les Ragots

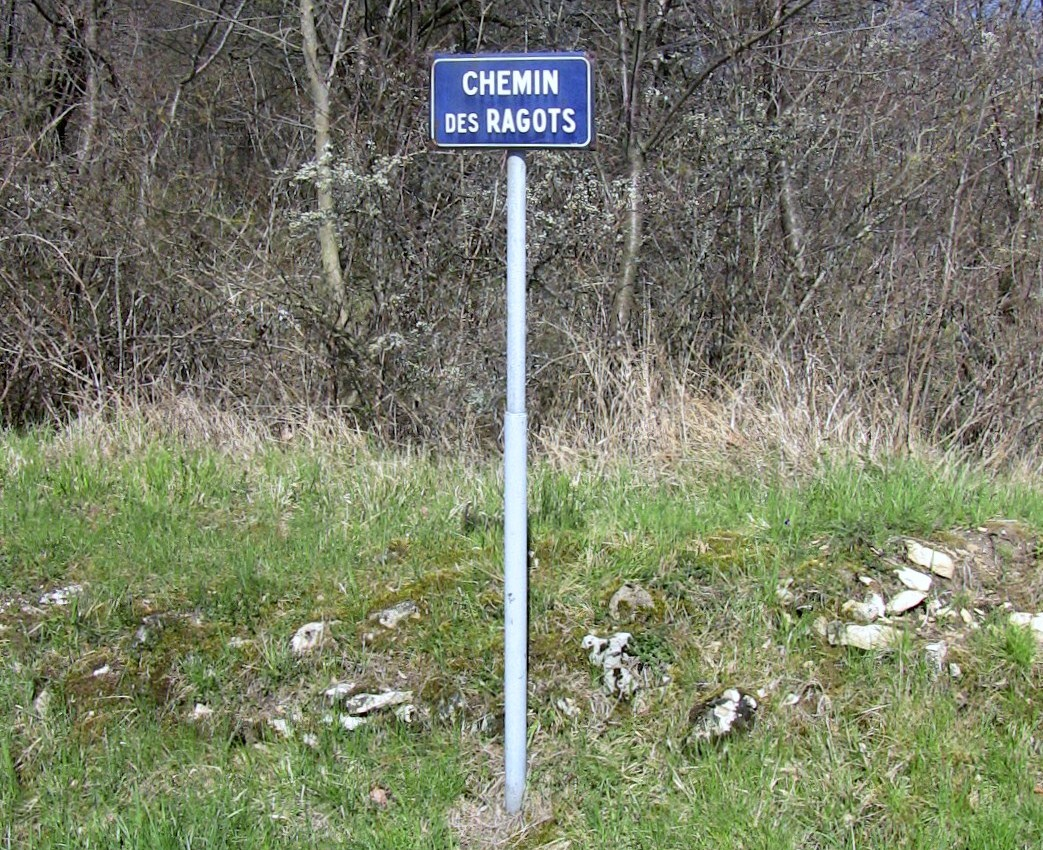
Plaque du chemin des Ragots.

Bien qu'historiquement rattaché à Bregille-Village, les Ragots correspond selon les Bregillots à un secteur à part entière de Bregille. Ce hameau est situé sur le flanc sud de la colline de Bregille, en contrebas du fort de Bregille. Son nom pourrait être le diminutif de Rang, signifiant terrain en pente raide. Cependant on retrouve la trace d'une famille Ragot en 1374 sur le site, appelé à l'époque les vignes de Ragots. Actuellement[Quand ?], le secteur est comparable à un petit bourg, regroupant une centaine d'habitants.

#### Les Prés-de-Vaux

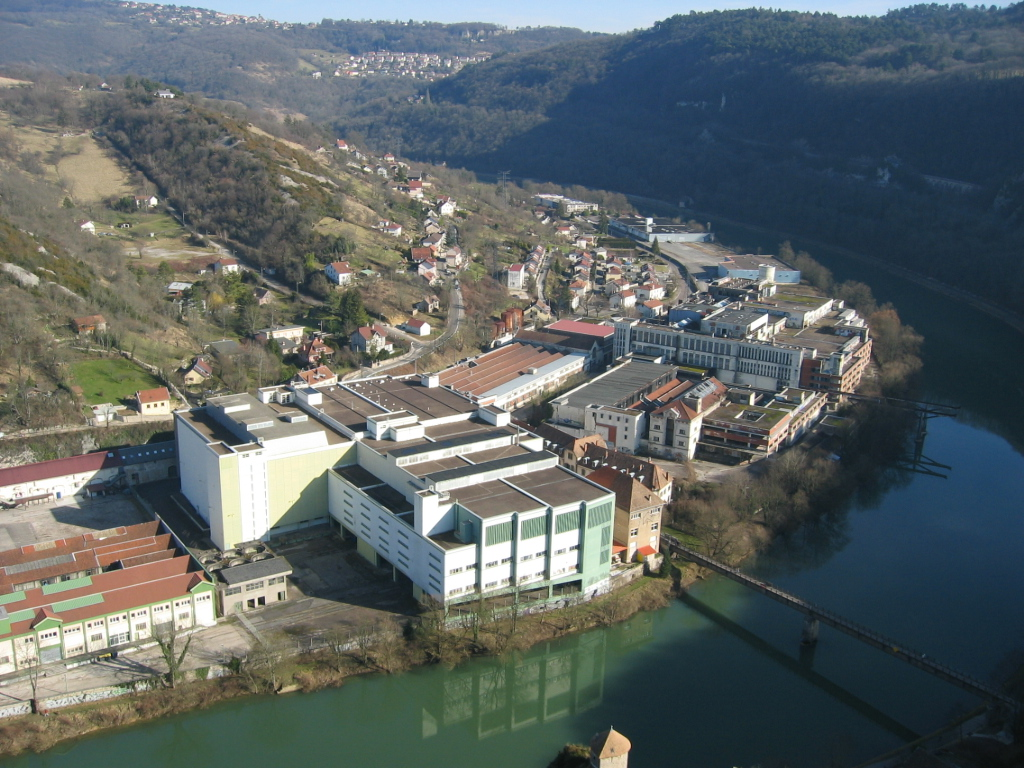
Vue générale de l'usine de la Rhodiacéta.

Les Prés-de-Vaux est un secteur situé en bordure du Doubs, au nord de la colline de Bregille. C'est à partir des années 1890 que le site accueille une grande partie des industries franc-comtoises, tel que des usines à soieries, des papeteries et plus tard, dans les années 1960 l'usine Rhodiacéta qui fabriquait des textiles destinés à la sécurité chimique. Elle fut le premier employeur de la ville avec environ 3 300 salariés en 1966. À la suite de mouvements de protestation et des grèves répétées des employés dus aux conditions de travail difficiles, l’usine est définitivement fermée en 1982. Depuis, le bâtiment est abandonné et jugé comme dangereux. Le secteur regroupe également une centaine d'habitations, éparpillées sur les flancs nord et est de la colline de Bregille.

## Histoire

### Étymologie
L'étymologie exacte du toponyme Bregille est encore aujourd'hui mal connue. En effet, les premières études sur le sujet furent menées par Jean-Baptiste Bullet (1699-1775) qui pensait que le nom Bregille venait du mot celte « brogil » signifiant bois clôturé, mais cette étymologie fut contestée par Colette Dondaine qui avançait que « brogilos » ne pouvait donner que les noms de « Breuil », le « Breuillot », le « Brouillot » ou le « Broillet », désignant des champs situés à proximité de l'agglomération. Une autre origine est évoquée par Ferdinand Pajot (1850-1941) qui pensait que Bregille pourrait provenir du latin « vervecilia » qui veut dire bergerie. Cette hypothèse fut appuyée par Henry André lors de son discours de réception à l'Académie des sciences et des Belles-Lettres de Besançon le 4 juillet 1929 où il dit : « il faut se persuader que la consonne était primitivement un V qui s'est changé en B comme dans Vesuntionem transformé en Besançon ». Mais aucun document officiel n'est venu attester cette hypothèse, d'autant plus que la comparaison de cette étymologie avec celle de Besançon n'est tout simplement pas possible, car il ne s'agit pas de la transformation d'un V latin mais d'un V celte (Vesontio) en un B latin (Bisontio, IVe siècle). Louis Douge (1896-1966) pensait que le toponyme Bregille provenait du mot celte brig dont le diminutif serait brigill, qui désignerait un village assez grand pour être qualifié de petite ville, mais le nom de Bregille apparaît depuis la fondation de l'abbaye, alors que ce n'était qu'une petite bourgade. Enfin, une dernière étymologie est avancée : le toponyme pourrait venir du mot gaulois Breg, signifiant « hauteur ». En effet, Bregille est cité pour la première fois comme localité en 1286, sous le nom de Bergilles, mais pour que cette étymologie soit certaine, il aurait fallu que le nom ait d'abord été attribué à la montagne, et aujourd'hui encore, rien ne le prouve. À noter également que d'autres recherches étymologiques furent menées sur le rapprochement entre le quartier bisontin et le village de Vregille (Haute-Saône), mais ces recherches n'ont pas abouti.

### Moyen Âge

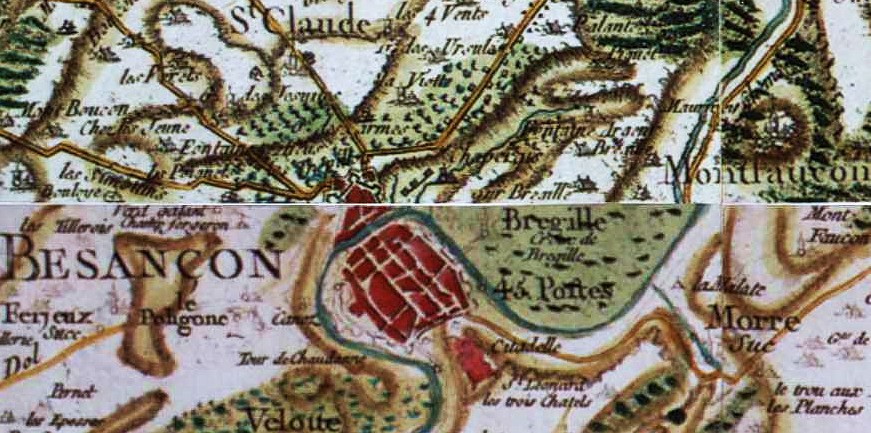
Carte de Cassini de Besançon-Bregille, entre 1757 et 1759.

L'histoire du quartier de Bregille débute à partir du haut Moyen Âge, plus précisément au VIe siècle, à la fondation de l'abbaye Saint-Martin de Bregille. Il n'existe aucun autre renseignement au quartier avant cette époque. La date exacte de la fondation de l'abbaye est encore aujourd'hui très contestée, mais Bernard de Vregille, spécialiste de cette époque, appuie l'hypothèse que le bâtiment fut fondé dès le VIe siècle. En 870, l'abbaye est citée dans le traité de Meerssen, traité dans lequel Charles II le Chauve et Louis II de Germanie se partagent la Séquanie. Après 18 ans d'instabilité politique, la ville de Besançon et la Séquanie sont finalement rattachés au royaume de Bourgogne, en 888. C'est à partir de cette époque que serait apparu le village de Bregille, situé en périphérie de l'abbaye Saint-Martin. Des documents attestent qu'à partir du Xe siècle, le site était devenu un important lieu viticole et qu'à partir du XIe siècle, le petit village acquiert une grande importance économique, à tel point qu'il comprend un maire, un prévôt et même un forestier.
Au XIIIe siècle, les bourgeois bisontins tentent de constituer la commune de Besançon, et s'opposent ainsi à l'archevêque de Besançon, qui entend garder ses pleins droits de souveraineté sur les terres de Bregille. Un conflit éclata alors en 1232, quand les Bisontins interdirent aux Bregillots de s'approvisionner en bois dans la forêt de Chailluz. Nicolas de Flavigny, alors archevêque de Besançon, rappela ses droits sur les bois de la ville auprès de l'évêque de Chalon qui ne tarda pas à lui donner raison, arrêtant ainsi le conflit pour un temps. Mais 20 ans plus tard, les Bisontins reconstituent clandestinement leur commune, profitant de la vacance du siège impérial et des mésententes entre l'archevêque de Besançon et les comtes de Bourgogne. Ce n'est qu'en 1273 que le trône retrouve un empereur, en l'occurrence Rodolphe de Habsbourg, et en 1277 les Bisontins choisissent un gardien de leurs cités, qui refuse de considérer la ville comme vassale de l'empereur, Othon IV.

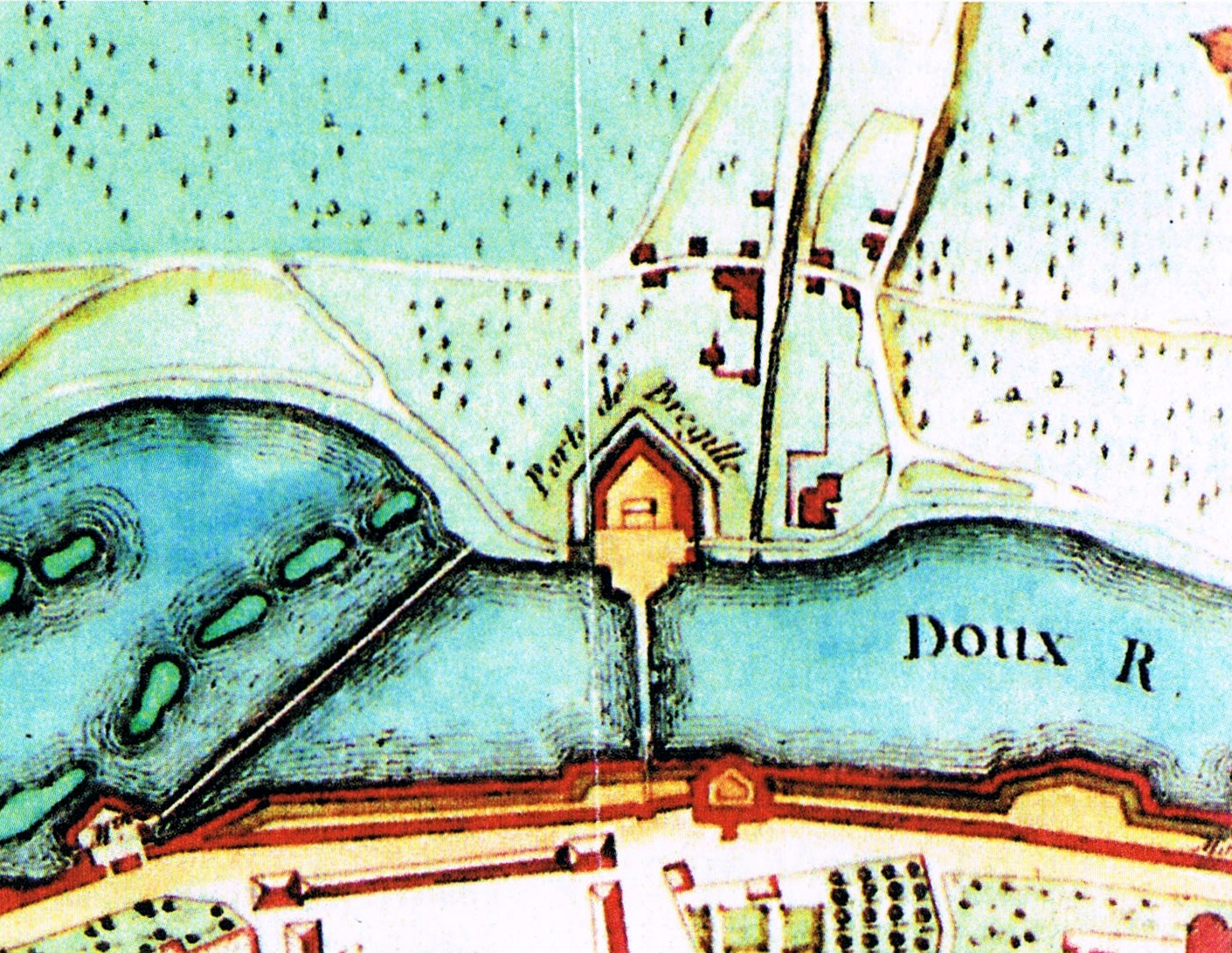
La porte de Bregille par Le rouge (1752).

En 1290, Besançon est assiégée pendant quatre mois par les armées impériales, tenant le quartier de Bregille, alors que les troupes vassales leur faisant face occupent la Mouillère ainsi que les Prés-de-Vaux. Othon IV, ne voulait guère continuer cette lutte, décide de négocier pour finalement céder. À ce moment-là, les Bisontins profitent de la situation pour faire reconnaître officiellement leur commune par l'Empire. C'est alors le commencement d'une nouvelle bataille entre les communards et l'archevêque. Le village de Bregille était à l'époque accessible par un ponton franchissant le Doubs, relié à la porte de Bregille et construit en 1398. On pouvait également traverser le Doubs par un bac, dont le péage revenait à l'archevêque. À Besançon, sous le régime communal, seuls les habitants intra muros sont reconnus comme citoyens de la ville et sont alors, à ce titre, exempts de toutes taxes, à l'instar de Saint-Ferjeux et de Valentin, alors que Bregille et Velotte sont sujets de l'archevêque.
En 1444, les Écorcheurs pénètrent en Franche-Comté et s'approchent de la capitale comtoise fin mai de cette même année. C'est alors que les communards décident de détruire une grande partie de Bregille, notamment le château de Bregille (qui était situé à la place de l'actuel fort Beauregard), l'ancienne abbaye Saint-Martin ainsi que la majorité des maisons du village, ceci afin d'éviter, selon les communards, la dévastation inévitable du site par les Écorcheurs. S'ensuivent plusieurs nouveaux conflits entre des habitants de la ville et l'archevêque, ce dernier demandant réparation pour les pertes subies sur ses terres. Ce conflit aboutit à la mort de certains bisontins, voulant s'insurger contre l'archevêque et par la ruine financière de la ville, qui ne peut réparer le préjudice subi. L'archevêque accepte alors que les clercs et les brégillots ne payent leurs impôts qu'en 1457. À la suite de ces événements, le village de Bregille se reconstruit peu à peu, mais la destruction du site est une nouvelle fois envisagée, avec les guerres de Charles le Téméraire, en 1471. La destruction n'aura cependant pas lieu, pourtant le château de Bregille, récemment reconstruit, sera de nouveau rasé pour mieux défendre la ville depuis Bregille. La situation se stabilise durant les années 1480, et le village de nouveau sinistré renaît de ses cendres, avec la construction de nouvelles maisons ainsi que de carrières, relançant l'économie du site.

### Époque moderne

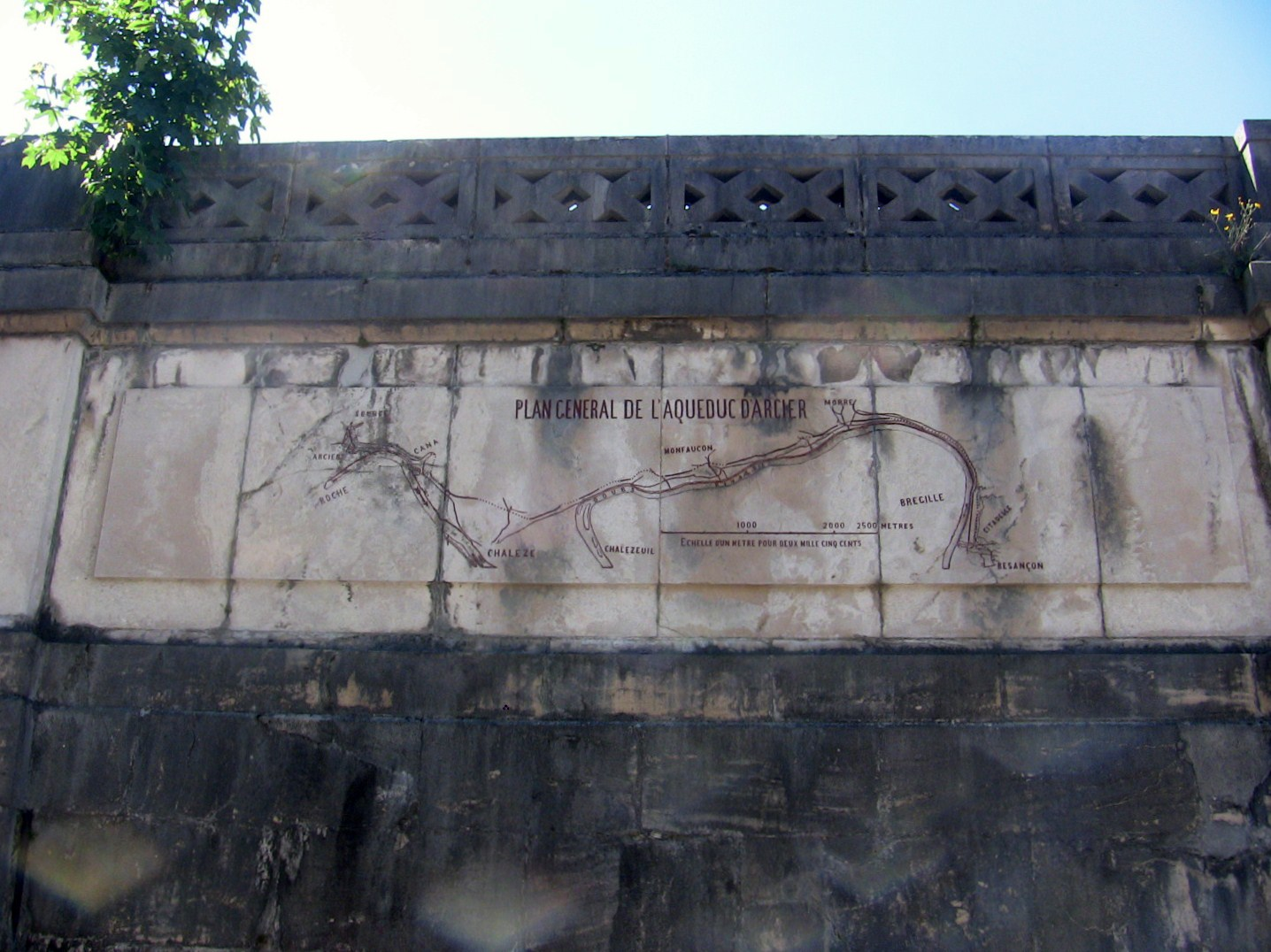
La réorganisation du réseau d'eau de la ville entre le XVI et le XIX obligea la Municipalité à s'alimenter à Bregille. Ici le plan de l'aqueduc de Besançon sur l'un des réservoirs de la ville (1866).

Au XVIe siècle, les ressources en eau de la ville de Besançon s'épuisent peu à peu. En effet, après avoir eu un aqueduc au IIe siècle qui fut par la suite partiellement détruit, la capitale comtoise puisait son eau dans les sources de Fontaine-Argent, mais le faible débit n'assurait pas une desserte convenable en eau dans la ville. Pourtant, le site de Bregille était déjà depuis plus d'un siècle l'objet de convoitises de la ville, à cause de ses sources nombreuses et suffisantes pour répondre avec aisance aux besoins des habitants. Mais l'archevêque de Besançon, alors propriétaire des terres de Bregille, affirme que la construction d'un conduit d'eau provoquerait des dégâts irrémédiables à ses propriétés, et a donc refusé l'aménagement de canalisations. Pourtant, les besoins de la ville prirent le pas sur la décision de l'archevêque, qui reçut pour l'occasion une indemnité. C'est ainsi qu'en 1559 la municipalité confia les travaux d'aménagement des eaux à d'Antro, et le 22 mai 1559 deux sources sont capturées : la Douin (de doue, signifiant « source ») appelé source haute et le Moine (de moin, « marécage ») appelé source basse. Ces nouvelles sources étaient plus proches et plus abondantes que celles de Fontaine-Argent, 4 litres par seconde pour celles de Bregille contre 2,5 litres par seconde pour ces dernières.
Au XVIe siècle, la ville de Besançon est en plein essor et les vins produits à Bregille, notamment le vin blanc des Ragots, s'exportent partout en France. En 1674, la Franche-Comté, qui est depuis espagnole, se voit reconquise par Louis XIV,. Les troupes françaises investissent le 25 avril 1674 la colline de Bregille et celle de Chaudanne, bombardant la ville de pas moins de 20 000 boulets. La ville se rend finalement le 14 mai 1674, et devient alors capitale de province et accueille un intendant. Celui-ci possède une maison au cœur de la ville et se fait aménager une villa à Bregille, entourée d'un parc avec jets d'eau. Le 25 mai 1689, un pont franchissant le Doubs est construit entre Bregille et La Boucle. Ce pont en bois fut construit selon des exigences militaires strictes pour être détruit facilement, cela afin d'éviter une avancée plus rapide de l'ennemi en cas de guerre. Devant être détruit environ tous les 25 ans, le pont en bois sera finalement remplacé par un pont en pierre en 1837.
Durant la Révolution française, Besançon se voit déchue de son rang de capitale de province. Le village de Bregille est encore à l'époque l'une des trois paroisses extra-muros de la ville, avec Saint-Ferjeux et La Vèze, jusqu'en 1835. La France, représentée par Napoléon Ier, entre en bataille avec l'Autriche, au début des années 1810, Besançon subissant un siège. Le 1er janvier 1814, la défense est confiée au général Marulaz qui doit défendre la ville des Autrichiens à Bregille et au Chaprais et des troupes liechtensteinoises à Planoise,. Le général ordonne la destruction de tous bâtiments et arbres fruitiers dans un rayon de 700 mètres autour de la vieille ville, afin d'empêcher que les ennemis s'y tiennent en embuscade. Les maisons de Canot sont incendiées le 10 janvier 1814, celles de Bregille et des Chaprais les jours suivants. Le blocus de la ville dure jusqu'au 2 mai 1814, alors que Napoléon abdique le 6 avril de cette même année.

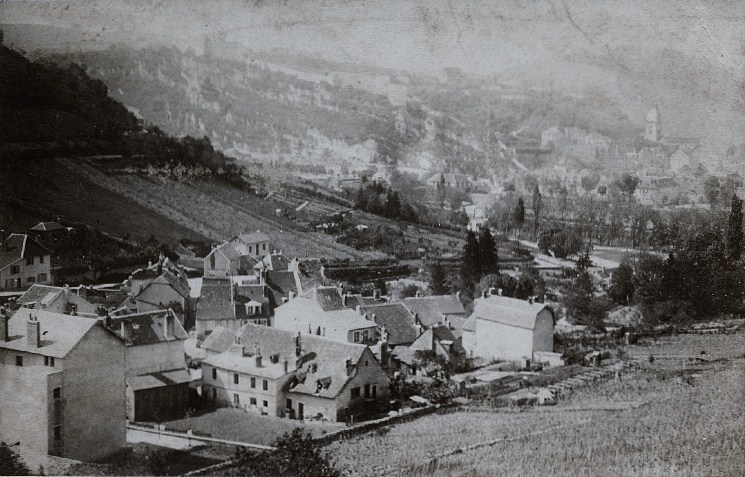
Le village de Bregille, dans les années 1870.

À la fin du XVIIIe siècle, le sieur Klein, qui était alors brasseur à Bregille, demande l'autorisation pour la construction d'une fontaine qu'il alimenterait avec l'une des sources basses, en l'occurrence la Mare d'Or. Cette fontaine publique, dessinée par l'architecte franc-comtois Claude Joseph Alexandre Bertrand, fut érigée à l'entrée de la ruelle du Gravirot (dans l'actuel chemin du fort de Bregille) et était composée d'une série de roches superposées desquelles s'écoulait un jet d'eau.
Au XIXe siècle, les vignes sont maintenues à Bregille, alors qu'elles sont arrachées entre 1830 et 1837 dans le reste de la ville. La viticulture devient alors à l'époque la principale activité économique du secteur avec l'agriculture. Puis, concurrencés par les vins du midi moins chers, le vignoble disparaît peu à peu au profit de l'industrie qui se développe aux Chaprais. De nouveaux bâtiments font leur apparition à cette époque dans le secteur : il s'agit des forts de Bregille et Beauregard construits entre 1791 et 1870 pour défendre la colline des assauts entraînant une vulnérabilité de la citadelle de Vauban. En 1874, les eaux du village sont distribuées par gravité à Bregille et dans le quartier des Chaprais et l'année suivante des habitants de Bregille-Village envoient une pétition au maire de Besançon car l'évacuation des eaux de pluie se fait à ciel ouvert, occasionnant de nombreux dégâts et en 1875, la première école est construite à Bregille-Village. Après la disparition du vignoble, de nombreuses entreprises et industries investissent le secteur des Prés-de-Vaux ainsi qu'à Bregille même, notamment les horlogeries Zénith, France-Ébauche, Blind ou encore Tribaudeau. En 1901 une chapelle est aménagée dans une usine désaffectée, connue sous le nom de paroisse Saint-Lin.

### Époque contemporaine

#### De Besançon-les-Bains aux années 1940

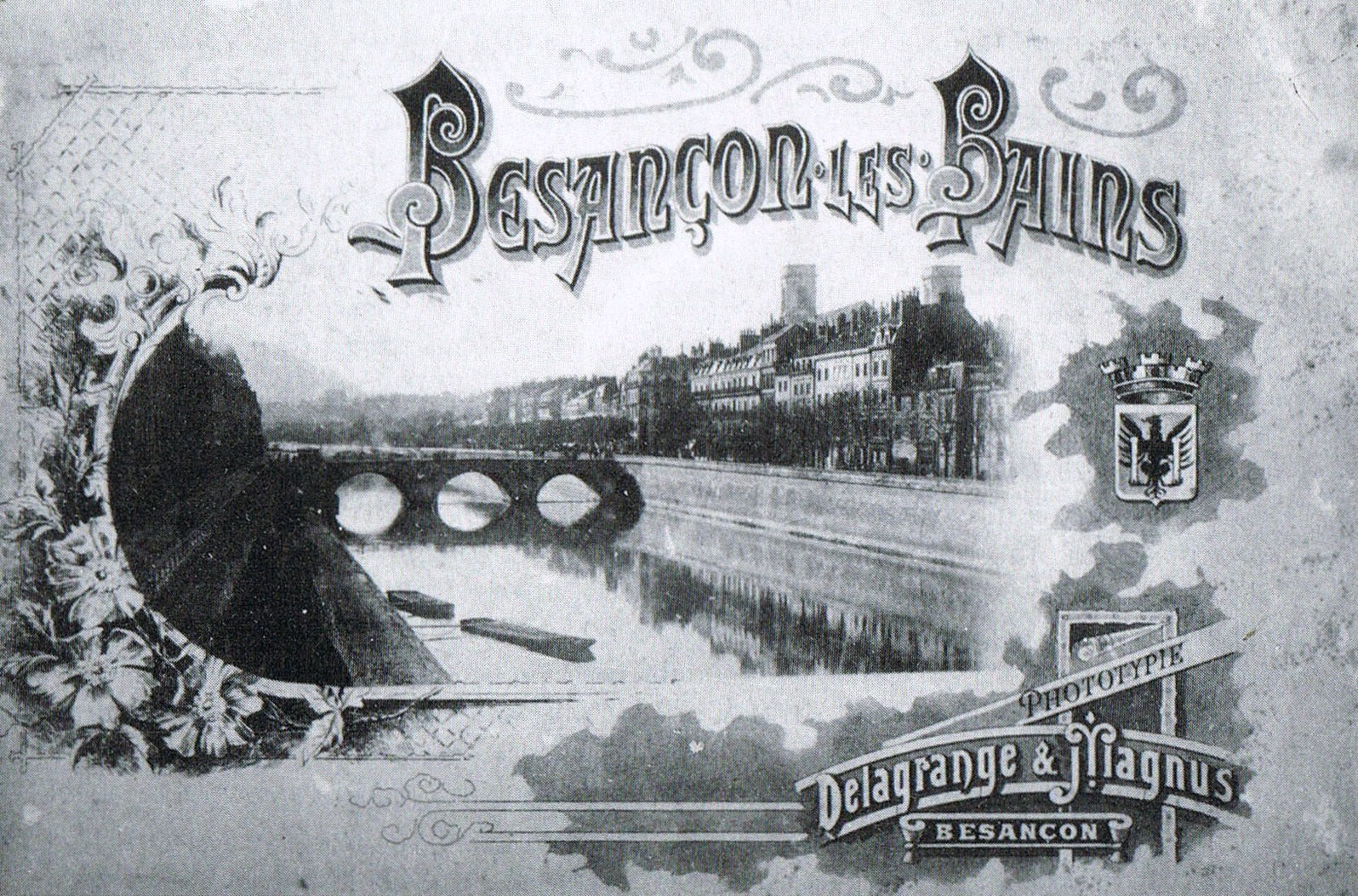
Carte postale de Besançon-les-Bains.

À la fin du XIXe siècle, le quartier de la Mouillère et le plateau de Bregille, qui n'est alors qu'un petit village de 300 habitants, connaissent de grands bouleversements à la suite de l'implantation de la gare de la Mouillère en 1884, suivie du complexe thermal des Bains salins de La Mouillère en 1892-1893,,,. Le succès rencontré par la station thermale amène rapidement les pouvoirs publics à reconsidérer les abords des Bains, et plus particulièrement le plateau de Bregille, afin de proposer des équipements complémentaires : hôtels, stations de cure d'air, villas et appartements,, etc. L'initiative privée est alors largement encouragée. La Société de médecine de Besançon formule un vœu, lors de sa séance du 20 mai 1998 : « De voir une entente s'établir entre les pouvoirs publics, les associations d'intérêt local et le conseil d'administration des bains, à l'effet d'éveiller, conseiller et inciter de toutes leurs forces, l'initiative privée, et de faire aboutir la création, au voisinage immédiat des bains, et plus particulièrement sur le plateau de Bregille, des centres de villégiature pourvus de moyens de communications suffisants et pratiques avec la Mouillère et la ville et permettant aux baigneurs de joindre aux bénéfices de la cure saline ceux d'une véritable cure d'air et d'une cure de moyenne altitude. » Le mot d'ordre était donc donné : il fallait réussir à développer le secteur de Bregille et le pourvoir en moyens de communications efficaces. C'est ainsi qu'Émile Picard, un industriel horloger, réalise le projet d'un funiculaire dès 1899 afin de faire la liaison entre Bregille et les nouveaux bâtiments thermaux de la ville pour que les touristes puissent jouir à la fois du grand air et d'une cure thermale. Après plusieurs années d'études, la réalisation du projet et enfin effective et le funiculaire de Bregille voit le jour en 1912, même si le thermalisme est en déclin et que la guerre approche à grands pas.
La Première Guerre mondiale n'occasionnera pas de dommages notables dans le quartier, qui reste dans son ensemble loin de ce conflit. La seule exception étant les salins de Bregille, qui est un institut créé au lendemain de cette guerre par le chanoine Mourot. En 1924, le réservoir de Beauregard, qui reçoit les eaux d'Arcier, alimente par pompage la colline de Bregille. En 1930, la première pierre de la toute nouvelle église Sainte-Jeanne-d'Arc est posée.

#### La Seconde Guerre mondiale

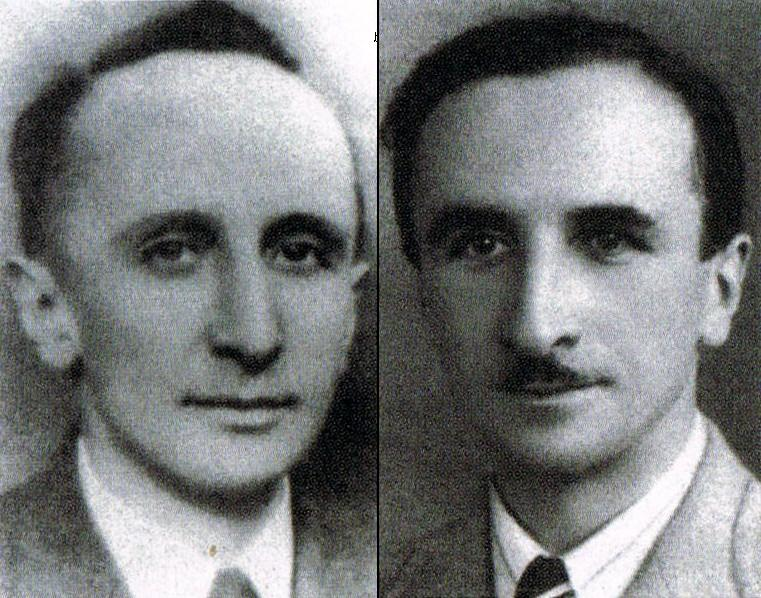
Jean et Pierre Chaffanjon, figures de la résistance bisontine.

Lors de la Seconde Guerre mondiale, l'armée allemande entre à Besançon le 16 juin 1940 bien que les autorités militaires françaises aient décidé de faire sauter les ponts à l'approche de l'occupant. Le 15 juillet 1943 au soir, 165 bombardiers Halifax Pathfinder décollent du sud-ouest de l'Angleterre, avec pour cible les usines Peugeot de Sochaux. La ville de Besançon est alors choisie comme alternative target afin de tromper la chasse de nuit allemande. Vers une heure du matin (heure locale), un avion éclaireur se heurte à un chasseur allemand (Dornier 217-J) et des échanges de tirs ont lieu, puis l'Halifax anglais est heurté par le Dornier allemand, avant que le premier ne s'écrase sur la gare de Besançon-Viotte.
Puis, une quinzaine d'Halifax bombardent la capitale comtoise en ordre dispersé, faisant une cinquantaine de victimes dont une grande partie de civils. Le funiculaire de Bregille fut, lui aussi, bombardé par un avion ayant lâché ses bombes trop tôt, et il apparaîtra par la suite que neuf de ces bombardiers pensaient avoir détruit les usines Peugeot de Sochaux. Un témoin sur place a vu des éclairs lorsque les avions bombardaient la ville, preuve de l'usage de bombes flashs permettant ainsi de prendre des photos de la cible. L'évitement central est touché, laissant les deux gares et les voitures intactes. Cependant, l'exploitation est interrompue et ne reprendra qu'en janvier 1945. Le bilan de cette attaque est de 50 morts, 40 blessés graves et une centaine de blessés légers.
La Résistance s'organise tardivement, perpétrant ses premiers attentats au printemps 1942 : les Allemands ripostent par des arrestations et 16 résistants sont exécutés dans l'enceinte de la Citadelle de Besançon le 26 septembre 1943, 83 subiront le même sort par la suite. Le 6e corps de l'armée américaine prend possession de Besançon le 8 septembre 1944 après quatre jours de combats et c'est donc une ville libérée que visite le général de Gaulle le 23 septembre. De nombreuses figures franc-comtoises de cette guerre sont originaires du quartier, dont le résistant et pilote de chasse des Forces aériennes françaises libres Henri Mathey, les frères Jean et Pierre Chaffanjon, Raymond Tourrain ainsi que les résistants Jean-Michel Girard et Louis Cetre.

#### De l'après-guerre à nos jours

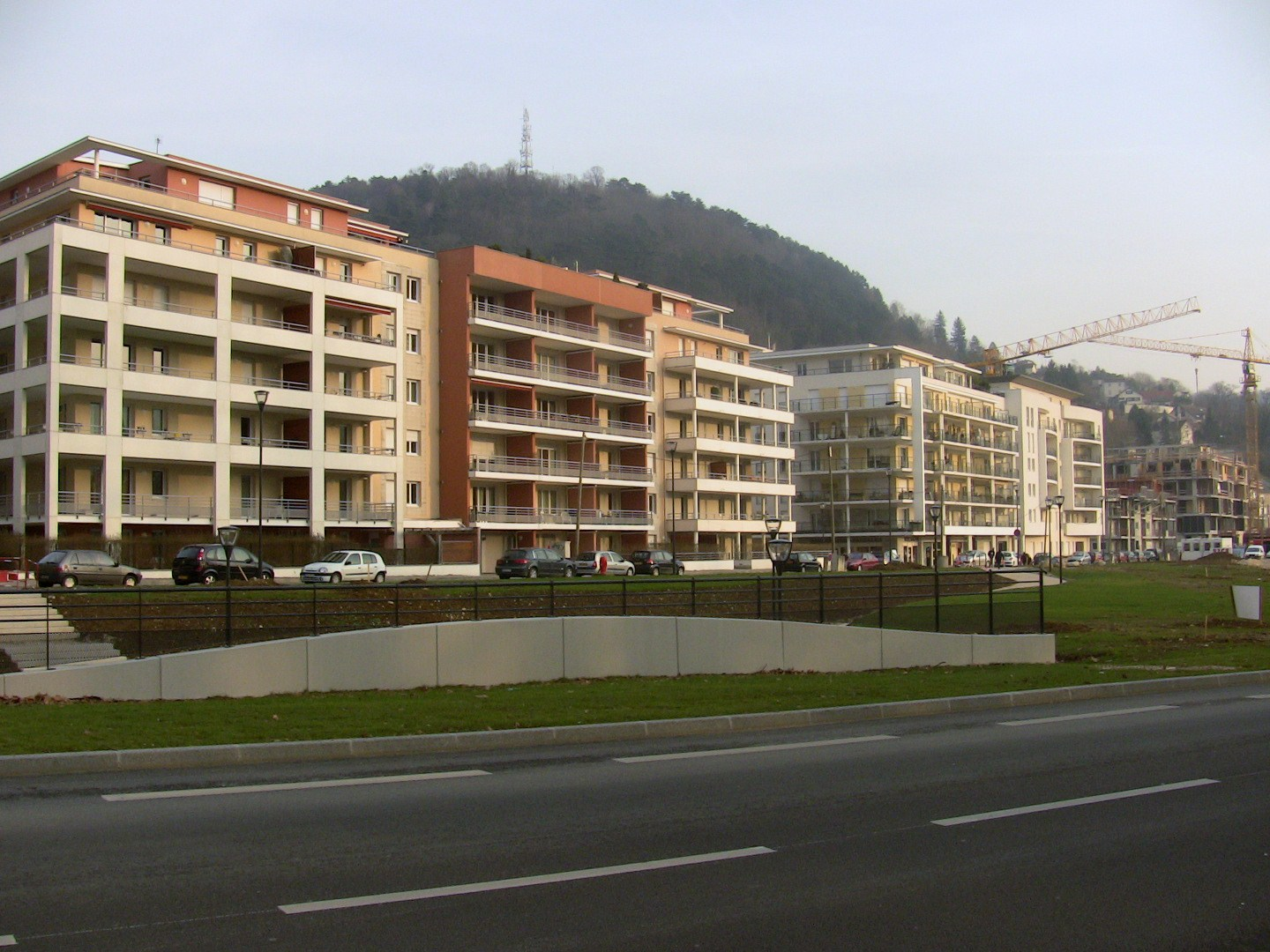
Immeubles en construction, années 2000.

Dans les années 1950, un lavoir est construit, alimenté par les sources du secteur, mais sera finalement détruit en 1967 après que ces mêmes sources eurent été polluées. Bregille reste à cette époque un site rural, mais l'urbanisation gagne de plus en plus de terrain et avec elle un nouveau mode de vie citadin. À partir des années 1960, la croissance démographique de la capitale comtoise atteint des sommets, la demande de logements ne cesse d'augmenter et il devient alors urgent d'urbaniser massivement les environs de la ville. C'est ainsi que de nombreux quartiers tel que Planoise, les Clairs-Soleils, Montrapon-Fontaine-Écu, Palente-Orchamps ou encore les 408, majoritairement constitués de nouveaux logements HLM, sortent de terre. Le site de Bregille se retrouve lui aussi rattrapé par l'urbanisation et devient un quartier à vocation résidentielle, après la disparition des entreprises et des activités agricoles. Des HLM sont construites à Bregille-Plateau ainsi que de nombreuses maisons et pavillons à Bregille-Village, puis des immeubles cossus sortent de terre aux alentours de la gare de Besançon-la Mouillère à partir de la fin des années 2000.

## Évolution démographique
| 1999  | 2006  | 2010  | 2015  | 2018  |
| ----- | ----- | ----- | ----- | ----- |
| 3 093 | 3 244 | 3 548 | 3 370 | 3 246 |

## Économie
L'agriculture, et plus spécialement la viticulture, forma jusqu'au début du XXe siècle l'activité économique principale du secteur, ayant participé de manière significative à son essor durant des siècles. Le célèbre cru des Ragots était connu dans tout Besançon et sa région, et particulièrement apprécié de la part des populations franc-comtoises, de même que les productions maraîchères et le bétail produit dans le quartier. Une autre activité apparaît dans le secteur à partir des années 1890, à cause de l'installation d'usines dans le secteur des Prés-de-Vaux, puis à Bregille même avec la renommée internationale de Besançon en tant que capitale horlogère,. Du début du XXe siècle jusqu'aux années 1940 le quartier se voit investi de nombreuses boutiques, d'hôtels, de bars/cafés ou d'ateliers d'artisans indépendants offrant un panel de service très varié.
Après que la vigne eut été ravagée au début du siècle par de nombreuses maladies, une partie de la population se tourne alors vers les activités ouvrières, notamment dans les entreprises horlogères qui s'établissent sur le site de Bregille des années 1930 aux années 1970. C'est ainsi qu'une partie des habitants de Bregille passe d'une activité de vignerons et d'agriculteurs à celle d'ouvriers, mécaniciens, horlogers, etc. Mais ceci n'explique pas tout : l'avancée de l'urbanisation sur la campagne bregillote est également à l'origine du déclin de l'agriculture, notamment à cause des expropriations des fermiers afin de construire des logements, comme à Planoise ou aux Clairs-Soleils.
Aussi, le secteur a connu un essor non négligeable lors de la construction des établissements thermaux de Besançon-les-Bains et était particulièrement prisé des touristes en recherche d'espaces verts et de nature. À partir des années 1970, il ne reste plus aucun agriculteur ni vigneron sur le site de Bregille, et le nombre de magasins se résume à quelques épiceries, bars-tabacs et cafés. Les usines disparaissent, elles aussi, fermées définitivement ou préférant se délocaliser, ne laissant à Bregille que des bâtiments et des maisons. Aujourd'hui, l'activité économique du quartier reste très limitée, notamment grâce à sa vocation résidentielle et sa topographie difficile.

### Commerces, services et artisanats

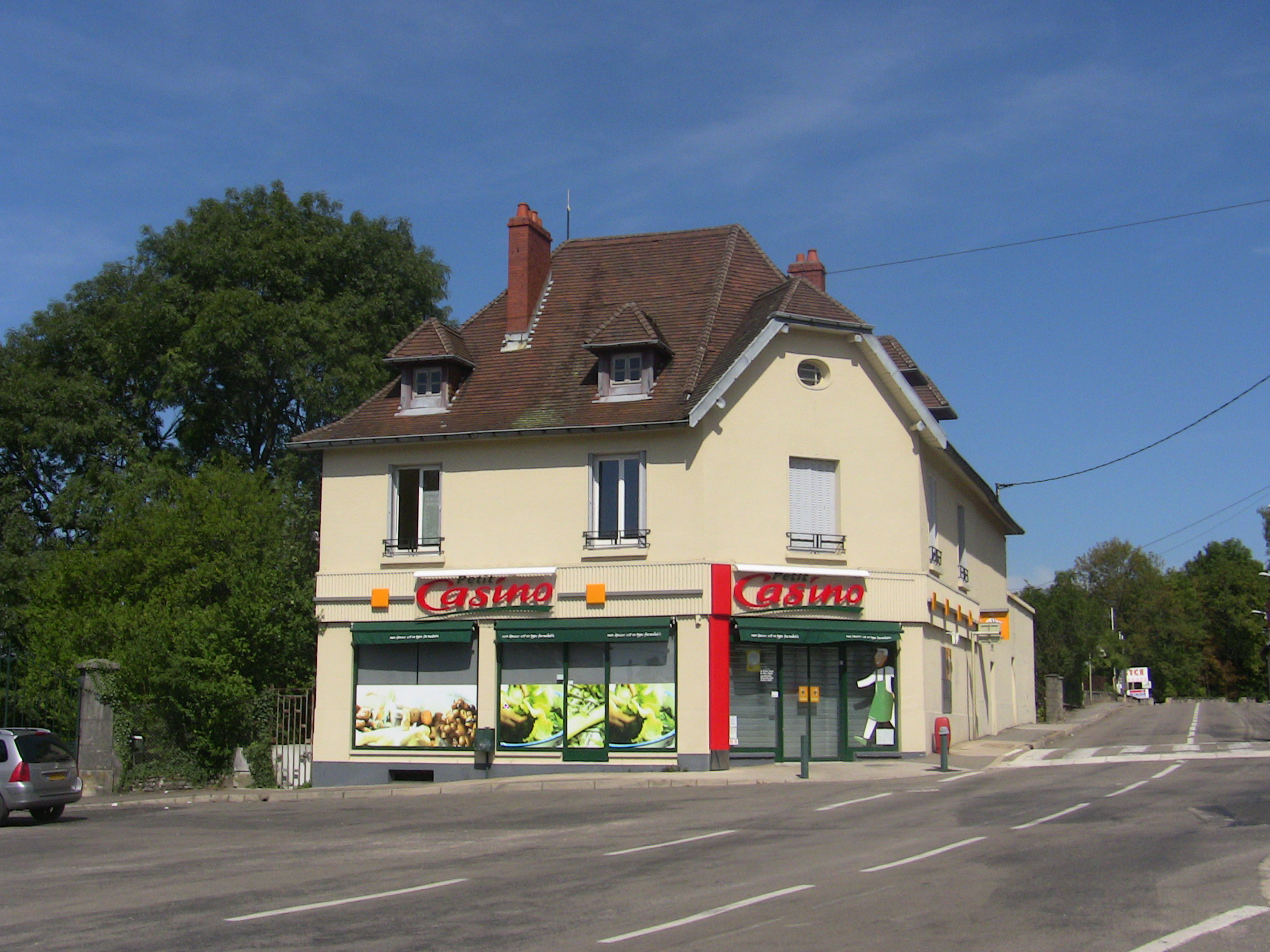
Une enseigne Petit Casino.

Durant le XXe siècle on comptait un grand nombre de métiers artisanaux et de services même dans les secteurs peu habités, ce qui est le cas de Bregille. Ces commerces, nombreux et variés, ont perduré jusqu'à l'aube de la Seconde Guerre mondiale, avant de disparaître à partir des années 1950 pour laisser de nos jours quelques épiceries, une supérette et un bar-tabac-presse. Parmi ces boutiques, artisanats et services de l'époque, on trouvait des cordonniers, des maçons, un galvanoplaste, une lavandière, des menuisiers, une couturière ainsi que des cabarets, des hôtels, des cafés, des restaurants, etc.
Le quartier fut également de tout temps desservi par quelques services administratifs, comme la poste avec un facteur ou le ramassage des ordures grâce à un service d'éboueurs. Un témoignage de Louis Fusis (1920-1993) raconte comment les services administratifs étaient organisés : il était facteur à Bregille et distribuait le courrier avec son vélo, le matin et l'après-midi. Il raconte aussi que les détritus étaient ramassés dans les années 1950 grâce à une voiture tirée par des chevaux et que quatre éboueurs étaient alors affectés à ce ramassage hors normes : l'un conduisait, deux autres vidaient les poubelles dans la voiture et le dernier tassait les ordures en les piétinant.
Aujourd’hui, ces magasins et artisanats de quartier ont nettement évolué et une grande partie d'entre eux ont complètement disparu. Ne restent actuellement que quelques boutiques comme le café de la place ou encore le Proxi Super (ancien Petit Casino), qui restent parmi les commerces essentiels à la vie des habitants de Bregille.

### Activités agricoles

#### L'agriculture

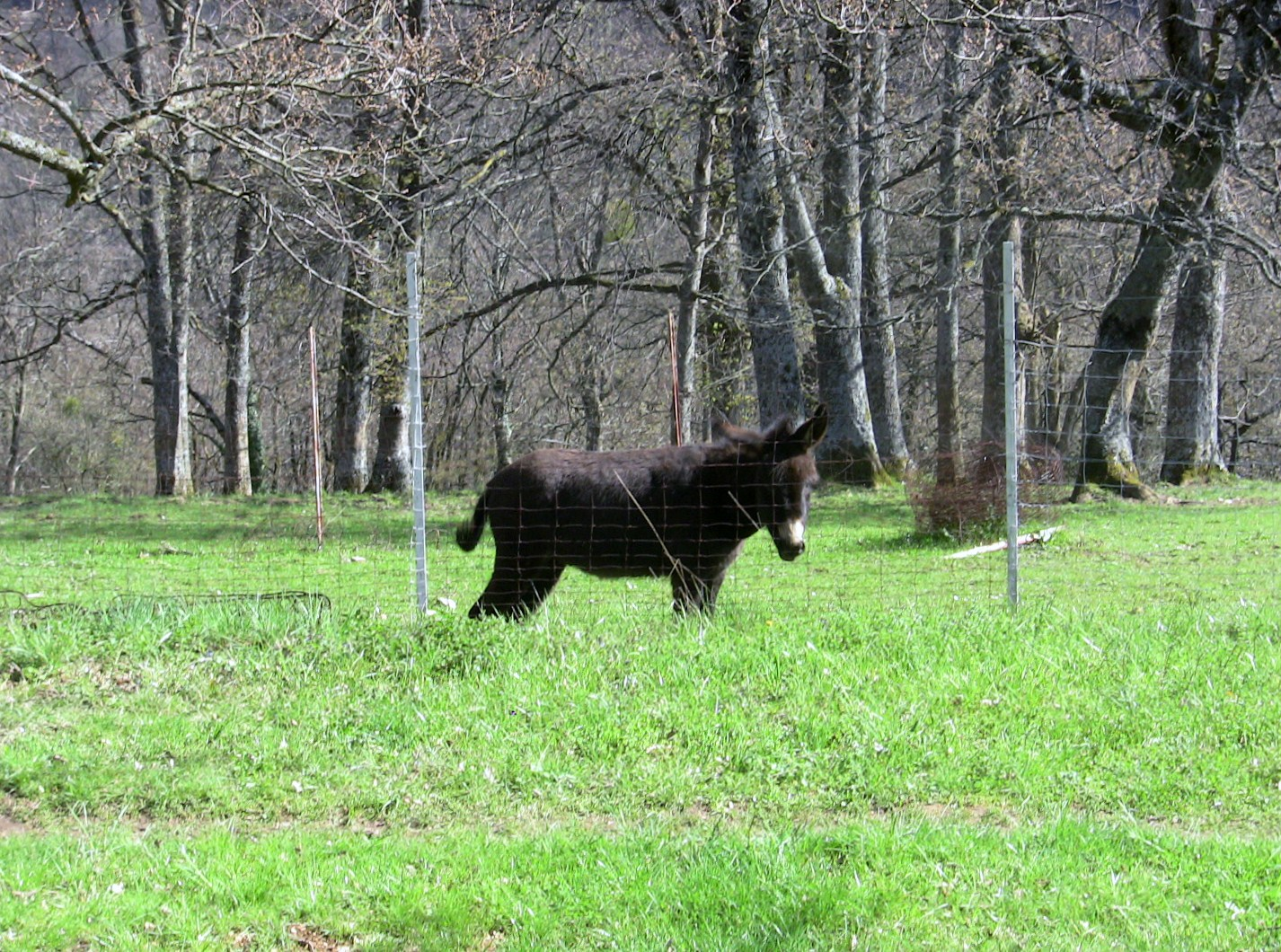
Un âne aux Ragots.

Le secteur de Bregille comptait au début du XXe siècle une vingtaine de fermes s'étendant sur trois à quatre hectares ou plus, et leurs exploitants vivaient de leurs productions. Une grande partie des fermes du quartier étaient situées sur les pentes nord et est de la colline, et étaient consacrées à l'élevage, à l'arboriculture ainsi qu'au maraîchage. D'autres fermes produisaient du vin, notamment sur les pentes est et nord de la colline, aux alentours du village, près de Beauregard ainsi qu'aux Ragots jusqu'au Prés-de-vaux. Puis, à partir des années 1930, on ne compte plus qu'une dizaine de fermes, dont les propriétaires pour une grande partie vivent en alternance de leurs cultures avec d'autres métiers. Après la guerre, le nombre de fermes est stable, mais à partir des années 1950-1960 les fermes disparaissent peu à peu jusqu'en 1965-1968 où on en compte seulement deux encore en activité. Ces deux dernières fermes disparaîtront, elles aussi, lorsqu'elle furent rachetées par l'OPHLM du Doubs afin de construire des logements. Cependant, même si l'activité agricole a disparu à Bregille, il demeure encore quelques chevaux et autres bétails notamment aux Ragots. Un article de l'Est républicain datant du 14 octobre 1964 montre bien la situation. Le journal de Bregille rapporte également un témoignage datant de 1977 sur le dernier fermier du quartier, monsieur Petrement.

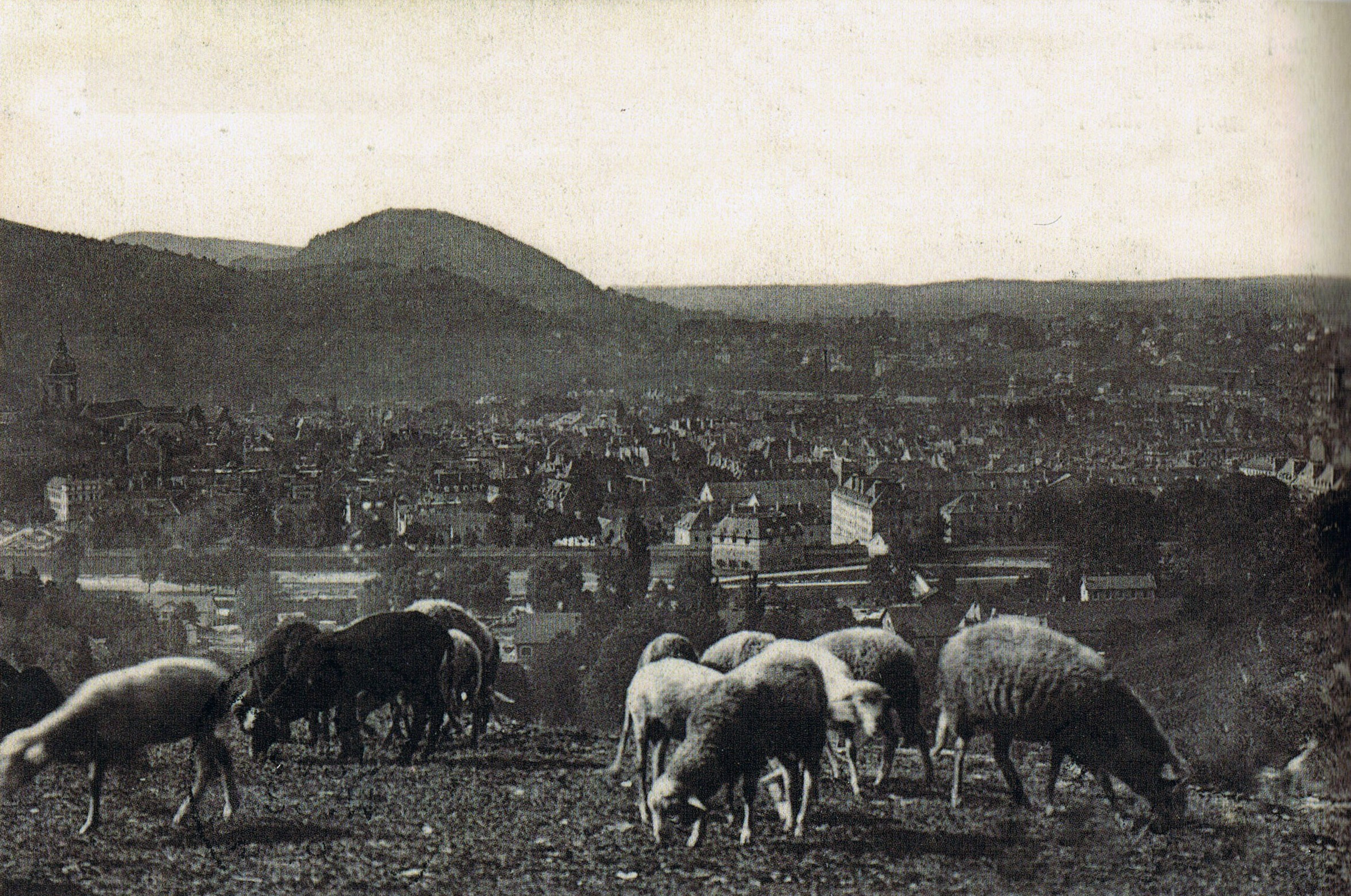
Moutons qui pâturent à Bregille, en 1912.

#### La viticulture

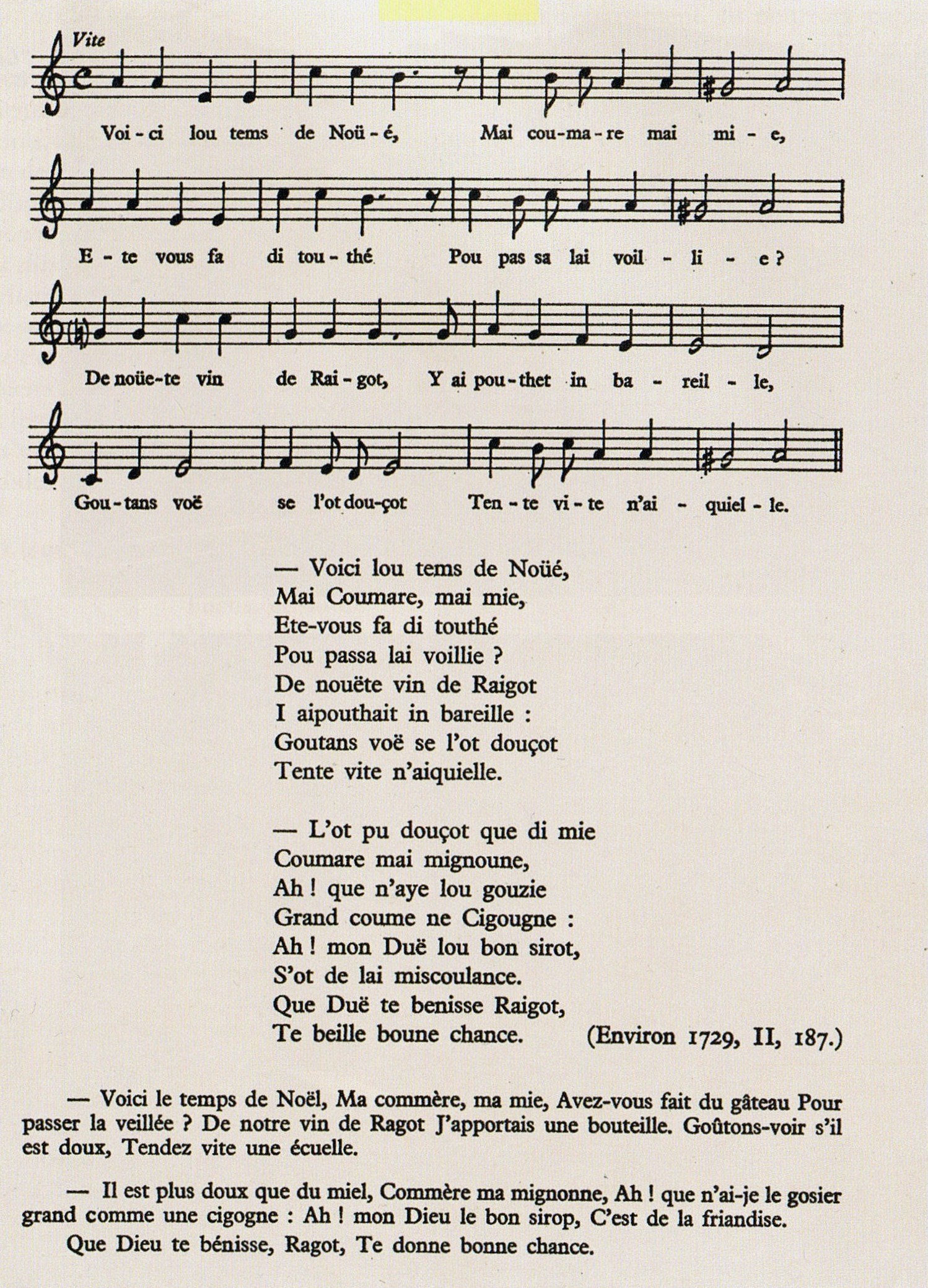
L'hymne au vin des Ragots, en langue comtoise et française, reproduction de 1729.

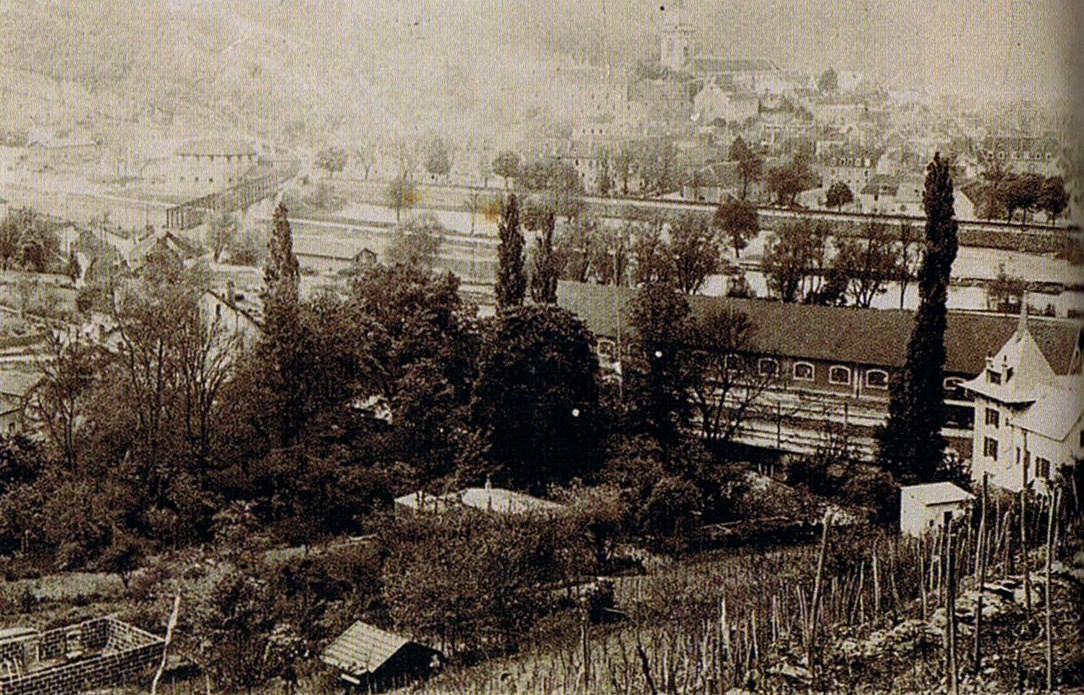
Quelques pieds de vigne à Bregille dans les années 1880.

En 1687, les 350 Bregillots vivaient tous de la vigne, cette dernière couvrant une grande partie de la colline, de Clementigney aux Prés-de-Vaux. L'hôpital de Besançon possédait même sa vigne officielle sur le site de Bregille, ce qui faisait dire à certains Bregillots que le vin produit sur la colline avait des vertus thérapeutiques justifiant ainsi les consommations parfois excessives. Le plus grand cru produit à Bregille était celui des Ragots, suivi du cru des Mandeliers. Les plants de Gamay, Savagnin, Trousseau, Breughin, Pinot rouge et blanc était alors les plus adaptés et les plus présents dans le secteur. Durant tout le XVIIIe siècle et jusqu'au début du XXe siècle, la production viticole était donc intense à Bregille, malgré la difficulté liée à la topographie de la colline. La production était à l'origine destinée aux vignerons, puis aux habitants du village, du Plateau et des Chaprais, ainsi qu'aux Bisontins friands de ce bon vin. Une partie de la récolte était également vendue sous forme de grappes ou de vendanges fraîches, aux habitants du Haut-Doubs pour faire leur vin d'une année. Une distillerie existait même pour les vignerons et agriculteurs désireux de faire leurs marcs et eaux-de-vie de fruits en provenance de leurs vergers. Un hymne fut même créé au XVIIIe siècle pour célébrer et rendre hommage au vin des Ragots, reconnu pour sa qualité.
Mais à partir du XXe siècle, la maladie, et plus particulièrement le phylloxéra viennent décimer la vigne bregillote et bisontine,. Puis, l'effet des primes à l'arrachage accentue la disparition du vignoble et enfin la « fièvre citadine » achève le verger de Bregille. Pourtant en 1973 le maire de l'époque Jean Minjoz avait tenté de refaire pousser de la vigne à Bregille, en y implantant deux ares. La première récolte eut lieu en 1977, mais les années qui suivirent les vergers furent vandalisés par des animaux sauvages, apparemment des sangliers et des chevreuils interrompant ainsi la récolte et le projet de nouveau vignoble. En 1995, le projet est renouvelé cette fois-ci en protégeant les récoltes, ce qui a permis d'obtenir en 1999 environ 60 kilos de raisins ayant donné 50 litres de vin. Cependant, la dernière vendange eut lieu en 2001 par les enfants de l'école de Bregille-Village, n'obtenant que 8 à 10 kilos de raisin. Aujourd'hui, la production viticole a définitivement disparu à Bregille et dans la capitale comtoise, bien que la municipalité ait récemment réimplanté de la vigne dans le quartier de Velotte,.

### L'industrie

#### Les Prés-de-Vaux

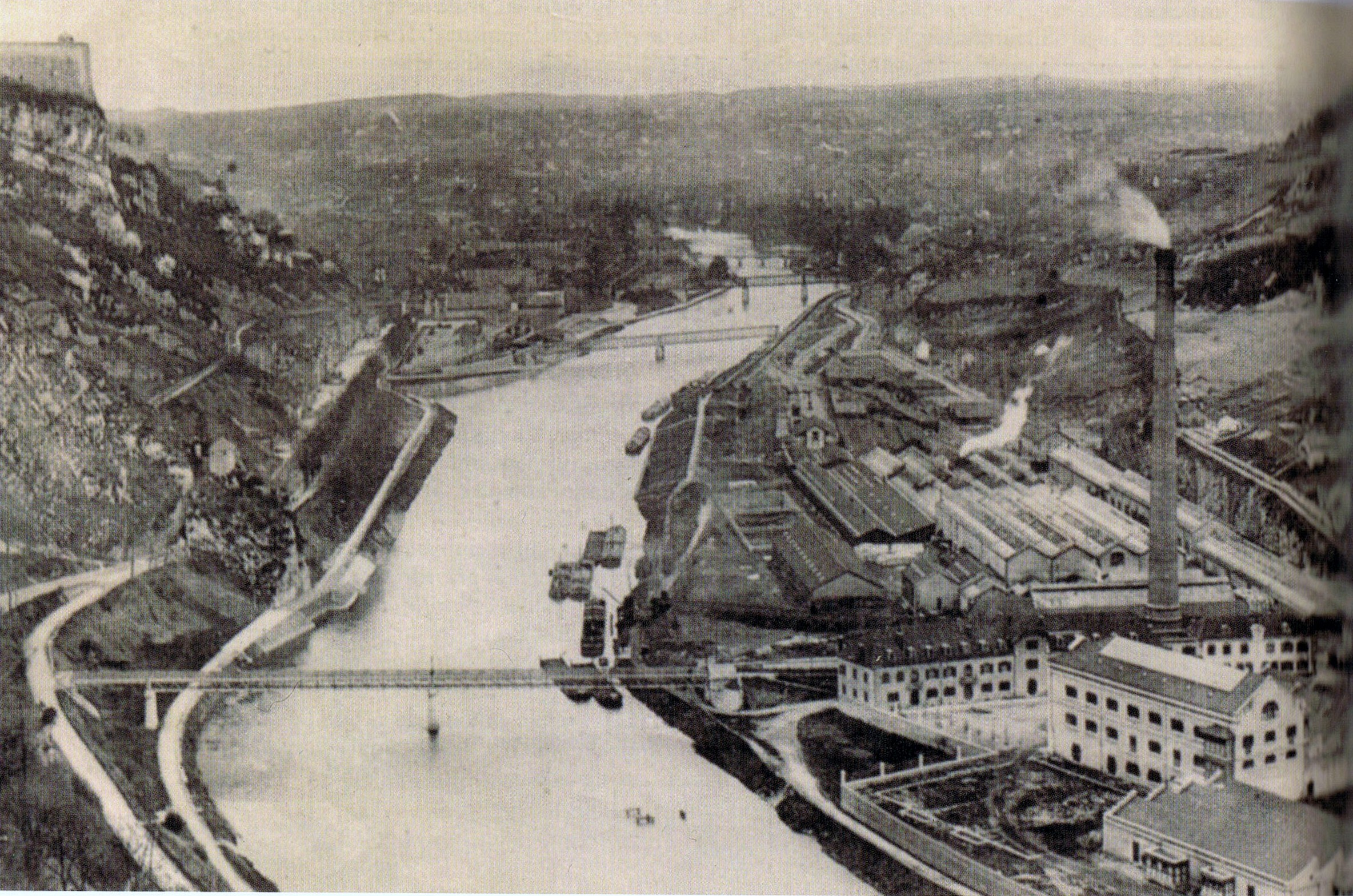
Les soieries des Prés-de-Vaux au début du XX.

Le secteur des Prés-de-Vaux fut depuis le début des années 1890 un des pôles industriels majeurs de Besançon. Son usine de soieries construite en 1890 recrutait à l'époque à tour de bras de nombreux Bisontins, notamment des Bregillots. Ces usines deviendront Rhodiacéta en 1954, avant de fermer définitivement en 1982, qui laisse sur le carreau près de 2 000 salariés,. En 2010, la très grande majorité de ces usines sont désaffectées depuis plusieurs décennies pour la plupart, et officiellement rien n'est décidé sur leur sort, bien que l'usine de Rhodia ait commencé à être dépolluée grâce à des plantes, procédé qui est une première en France.

#### Les ateliers Zénith et France-Ébauche

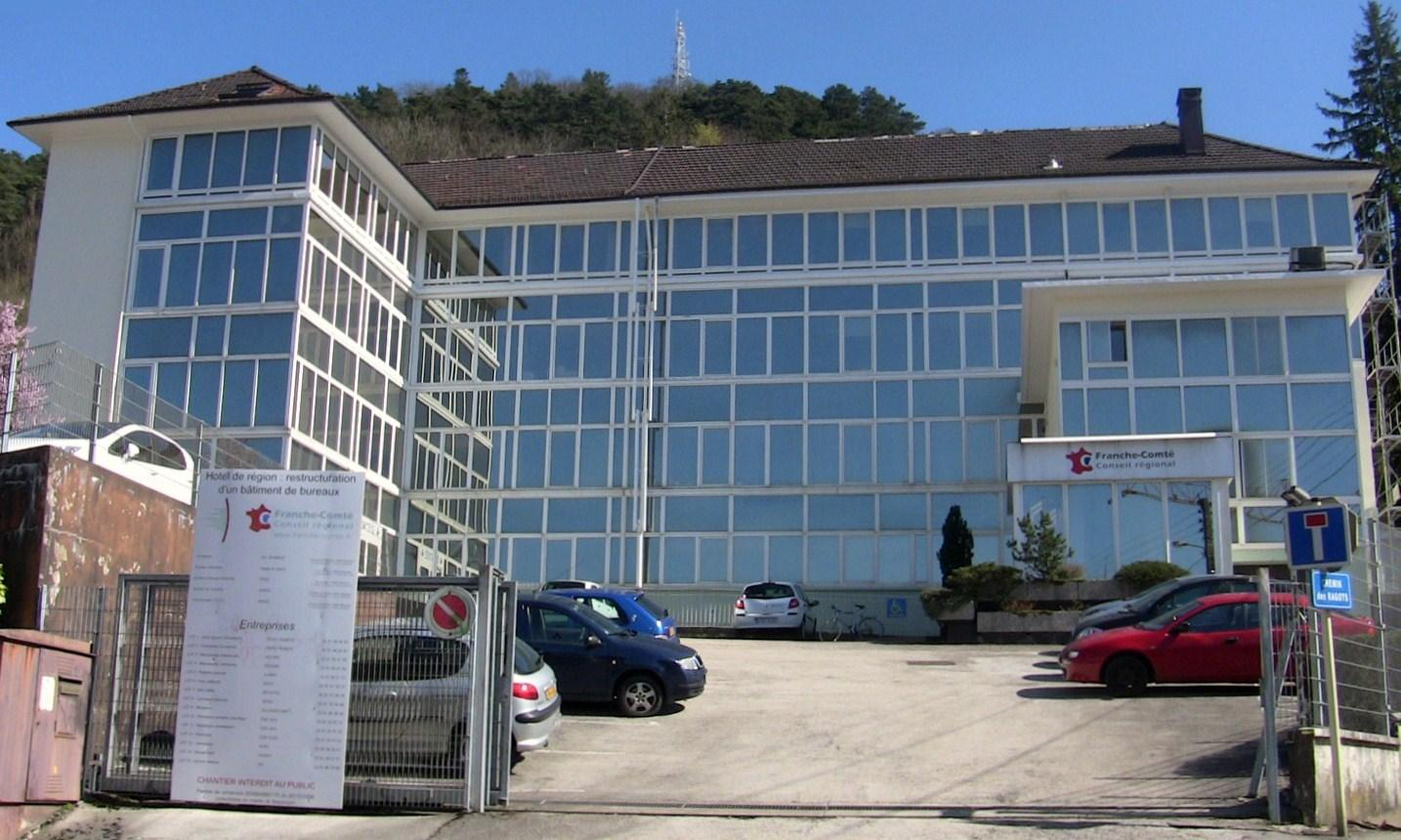
L'ancienne usine Zénith, puis France-Ébauche avant d'être palais de justice et enfin annexe du Conseil régional.

L'entreprise Zénith de Bregille était une filiale du groupe Zénith originaire du Locle en Suisse,. Elle fut implantée dans la capitale comtoise pour fabriquer et implanter des pièces de montre et employait jusqu'à 150 personnes dont une bonne partie habitait le quartier. Pourtant en 1970, l'entreprise Zénith quitte Besançon et repart en Suisse, avant que les locaux qu'elle occupait ne soient repris par France-Ébauche en tant que Direction générale. L'entreprise comptait alors 400 salariés dont 50 à Bregille, et faisait dans la conception et la réalisation de montres, comme son prédécesseur. Mais elle quitte elle aussi Bregille, avant qu'en 1994 le bâtiment ne devienne un palais de justice provisoire à cause des travaux réalisés dans l'ancien tribunal, puis une annexe du Conseil régional.

#### L'atelier Supérior
Cette entreprise de maroquinerie à l'origine familiale fut créée par trois frères en 1948 : Jacques, Jean et Bernard Tournier. Ces trois frères, après avoir appris le métier auprès de M.Bret, décident de créer leur propre atelier dans leur quartier, à Bregille. Après un an d'activité, le succès est tel que les trois frères engagent sept ouvriers supplémentaires, en plus de leur sœur Marie-Louise. Après l'agrandissement de la petite entreprise en une véritable usine, on dépasse le cap des 100 salariés en 1951. Une trousse de toilette est conçue par Jacques et commercialisée, le succès est immédiat et l'entreprise atteint une production de 1 000 exemplaires par jour. Cependant, après quelques bonnes années, l'entreprise va disparaître. Après la disparition d'un des dirigeants principaux, des dissensions familiales apparaissent et la concurrence étrangère achève l'entreprise. En 1975, on comptait plus de 700 employés, contre 400 en 1983, l'année ou trois des principaux cadres seront licenciés après qu'ils ont dissimulé la perte d'exercice depuis 1982. Supérior tente de délocaliser partiellement de Bregille, mais finit par déposer définitivement le bilan en 2001, mettant ainsi fin à une saga familiale. Un article de l'Est républicain datant de 2001 rend hommage à cette entreprise bregilotte disparue au cours de cette même année.

#### Les ateliers Blind et Tribaudeau

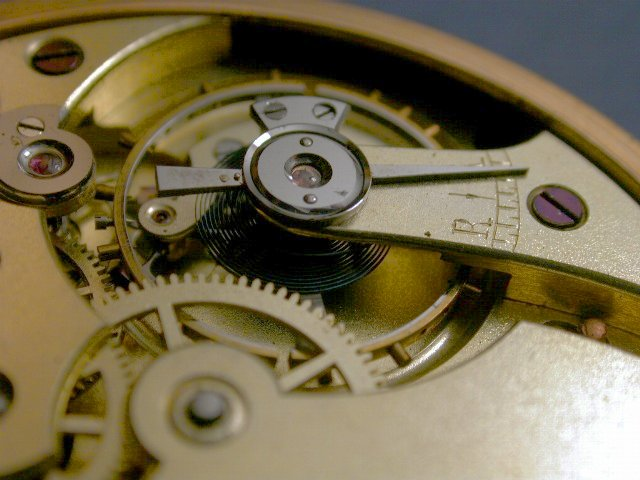
Une montre Tribaudeau.

Tribaudeau était une petite entreprise horlogère traditionnelle située à côté de la gare du funiculaire portant le nom de son fondateur, G. Tribaudeau. Avec sa marque Trib, l'entreprise vendait ses produits par la vente directe par correspondance. On comptait une cinquantaine de salariés dans cette usine avant sa fermeture définitive dans les années 1960.
L'entreprise René Blind fut quant à elle crée et exploitée de 1955 à 1965 rue du Funiculaire, à Bregille. Cette petite usine ayant employé jusqu'à 45 personnes était spécialisée dans la confection de montres pour dames commercialisées par des réseaux grossistes. Cette entreprise a été plusieurs fois lauréate du CETEHOR (Centre Technique de l'Industrie Horlogère), avant de disparaître avec la concurrence de plus en plus forte des pays émergents.

#### Les autres ateliers d'horlogerie
De nombreux autres petits ateliers d'horlogerie existaient dans le secteur de Bregille. On peut citer par exemple les montres Jusma qui deviendront Sifhor, créés par Francis Landry en 1963 alors horloger-vigneron qui perdureront jusque dans les années 1970, et ayant employé jusqu'à 40 ouvriers à son apogée. D'autres horlogers indépendants possédaient des ateliers individuels, comme le Père Gauthier, Charlers Wetzel, Gérard Blondeau et Lamoureux. Il existait également autour de l'activité horlogère des entreprises spécialisées dans les articles connexes des montres, comme Georges Pargemin qui fabriquait des bracelets en cuir pour montres, ou encore la bijouterie M. Matille crée en 1920 ayant employé jusqu'à une dizaine de salariés en même temps.

## Tissu urbain

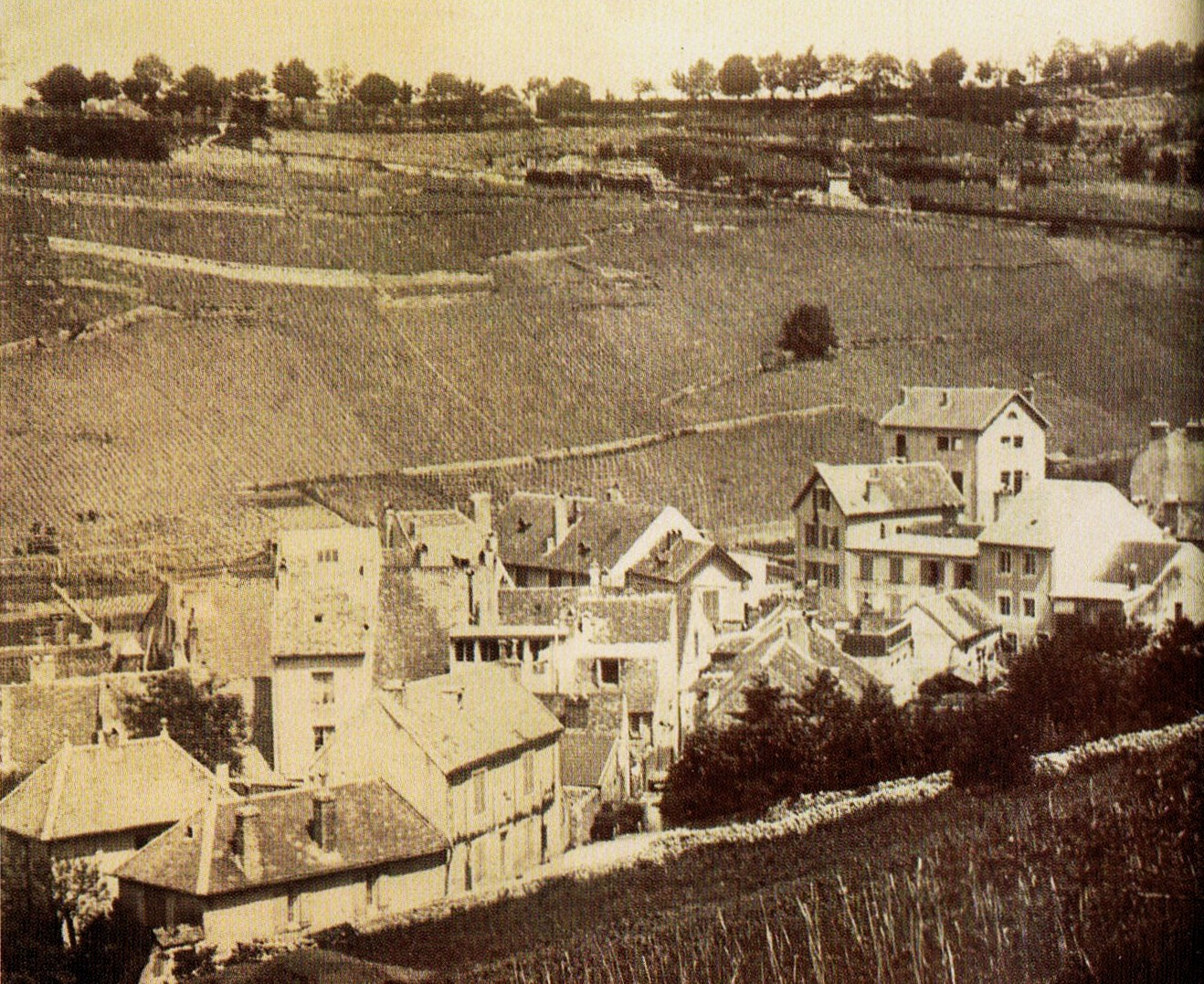
Bregille-village avant 1900.

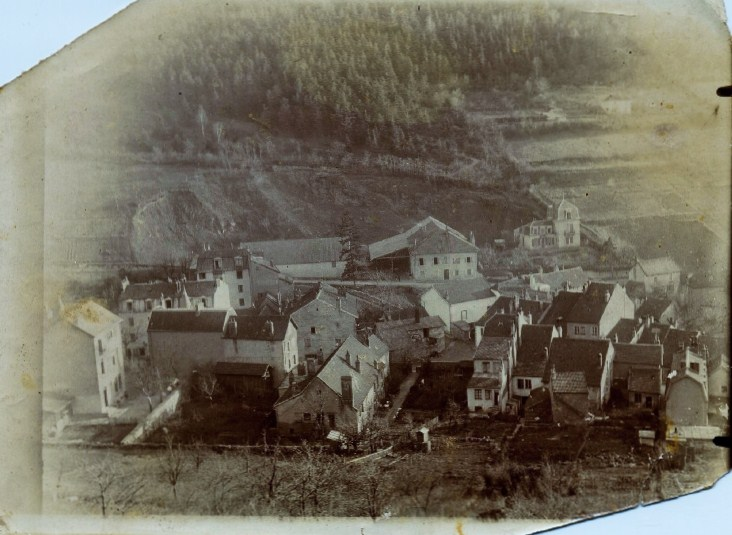
Bregille-village vers 1900.

Le village de Bregille connut une expansion urbaine jusqu'au début du XIXe siècle, mais après le siège de 1814 la petite ville de l'agglomération bisontine est en déclin. En effet, la construction du fort de Bregille entre 1820 et 1833 puis du fort de Beauregard en 1831 bloqua considérablement l'expansion urbaine du secteur durant tout le XIXe siècle. Ce fut également durant cette période que la viniculture déclina dans la région de Besançon, notamment lorsque le mildiou s'attaqua aux vignes bregillotes en 1851 avant que le Phylloxéra ne vienne achever les cultures les années qui suivirent. Ces événements expliquent que le village le plus peuplé de l'agglomération bisontine au Moyen Âge passe au quatrième rang en 1836, loin derrière Saint-Ferjeux, Saint-Claude et le secteur des Chaprais. Roland Galli a réalisé en 2007 une étude sur l'urbanisation du quartier de Bregille,.

## Sociologie
Le quartier de Bregille compte environ 3 100 habitants, constituant l'un des plus petits quartiers de la ville comparé à Planoise (plus de 20 000 habitants), aux Chaprais (environ 15 500 habitants) et à La Boucle (environ 10 000 habitants). De ses origines jusqu'aux années 1960, Bregille était un petit village ne comptant pas plus d'un millier d'habitants, mais après le boom démographique de Besançon (63 508 habitants en 1946 et 113 220 en 1968) le site est peu à peu urbanisé et l'ancien village devient un quartier peuplé et vivant. Le revenu moyen par an et par habitant des Bregillots est de 19 500 €/an, ce qui en fait un des quartiers les plus aisés de la ville.
Les habitants de Bregille, avec ceux des Clairs-Soleils, des Chaprais, de Chalezeule et de Chalèze doivent élire tous les six ans un conseiller général pour le canton de Besançon-Est. Au premier tour des élections municipales bisontines de 2008, quatre candidats s'étaient présentés aux élections du canton de Besançon-Est : au premier tour, Jacques Grosperrin (UMP) obtint 43,80 % des suffrages exprimés, Éric Alauzet (Les Verts) 40,07 %, Odile Faivre-Petitjean (UDFC) 8,74 % et Elsa Maillot (PC) 7,39 %. Lors du second tour, Éric Alauzet remporta l'élection avec 51,75 % des voix contre 48,25 % pour Jacques Grosperrin.

## Transports

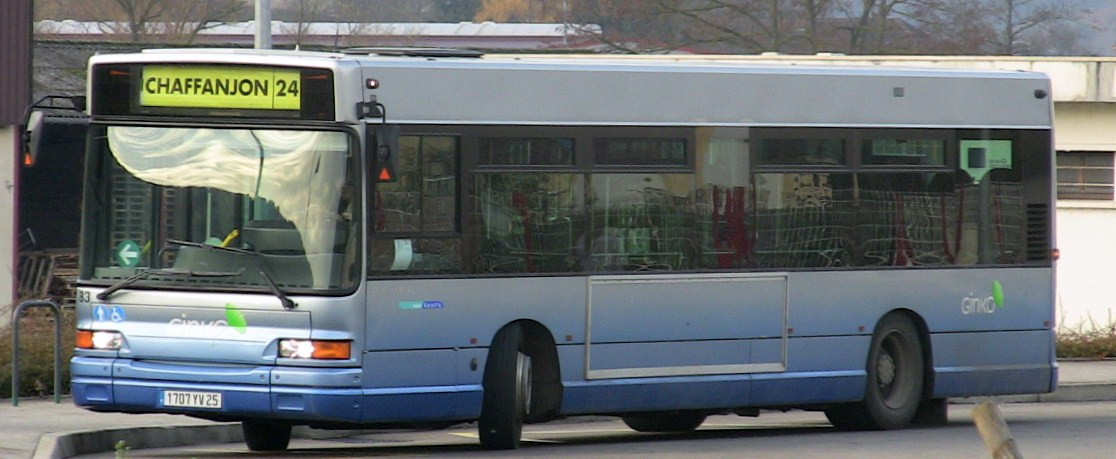
Un bus Ginko en direction de Bregille.

Le quartier de Bregille n'est qu'à une dizaine de minutes du centre-ville par les transports en commun, il est desservi par les lignes  L5  10  12  25  et  Ginko Diabolo  D3  de la compagnie de bus Ginko. Le quartier est également desservi par la gare de la Mouillère toute proche qui est située sur la ligne de chemin de fer Besançon-Viotte - Le Locle-Col-des-Roches desservant les gares de Valdahon, de Morteau et du Locle. Concernant le tramway de Besançon son tracé ne dessert pas le quartier mais passe à proximité, notamment au niveau des Chaprais, la promenade Micaud et du secteur des Vaîtes. Enfin, de 1912 à 1987, le quartier était desservi par son mythique funiculaire qui permettait de joindre le bas et le haut de la colline, et pourrait être remis en service grâce au lobbying d'une association qui se bat pour sa restauration.

## Patrimoine et bâtiments administratifs
Pour un article plus général, voir Patrimoine de Besançon.

### Lieux de culte
Le quartier de Bregille comporte trois lieux de culte. Deux pour le culte catholique : l'église Sainte-Jeanne-d'Arc et la chapelle Saint-Michel, et un troisième pour le culte orthodoxe. Le secteur comprenait jadis une abbaye connue sous le nom de Saint-Martin, qui aurait été fondée dès le VIe siècle, ainsi qu'une ancienne paroisse établie au début du XXe siècle dans une ancienne usine bregillote.

#### Les bâtiments encore affectés au culte
Pour des articles plus généraux, voir Patrimoine religieux de Besançon et christianisme à Besançon.

L'église Sainte-Jeanne-d'Arc.

C'est à partir de 1914 qu'une Bregillote achète un terrain à Bregille-Village pour y faire construire un édifice religieux, la future église Sainte-Jeanne-d'Arc. L'abbé Quinnez est chargé de dessiner les plans de ce nouveau bâtiment, et en 1930 la première pierre est posée. Pour des raisons encore inconnues, les travaux sont interrompus en 1933 alors que le chœur est achevé, et ils ne reprendront qu'en 1948 grâce à l'abbé Court. Puis l'architecte M. Dumas redessine l'église à partir des fondations construites par son prédécesseur, pour donner naissance en 1961 à un édifice associant le style néogothique et le style moderne, où s'intègre un clocher droit de 31 mètres de haut surmonté d'une croix tout à fait remarquable. Enfin, en 2006, une communauté religieuse orthodoxe voit le jour et dispose d'une paroisse située sur le flanc de l'église Sainte-Jeanne-d'Arc de Bregille. La communauté, qui a pris le nom de Protection de la Mère de Dieu et Saint Georges, est majoritairement originaire de Roumanie, de Russie et de toute l'Europe de l'Est. Ce groupe orthodoxe est reconnu et intégré à la Métropole orthodoxe roumaine d'Europe occidentale et méridionale. Il constitue l'une des seules églises orientales de la ville.

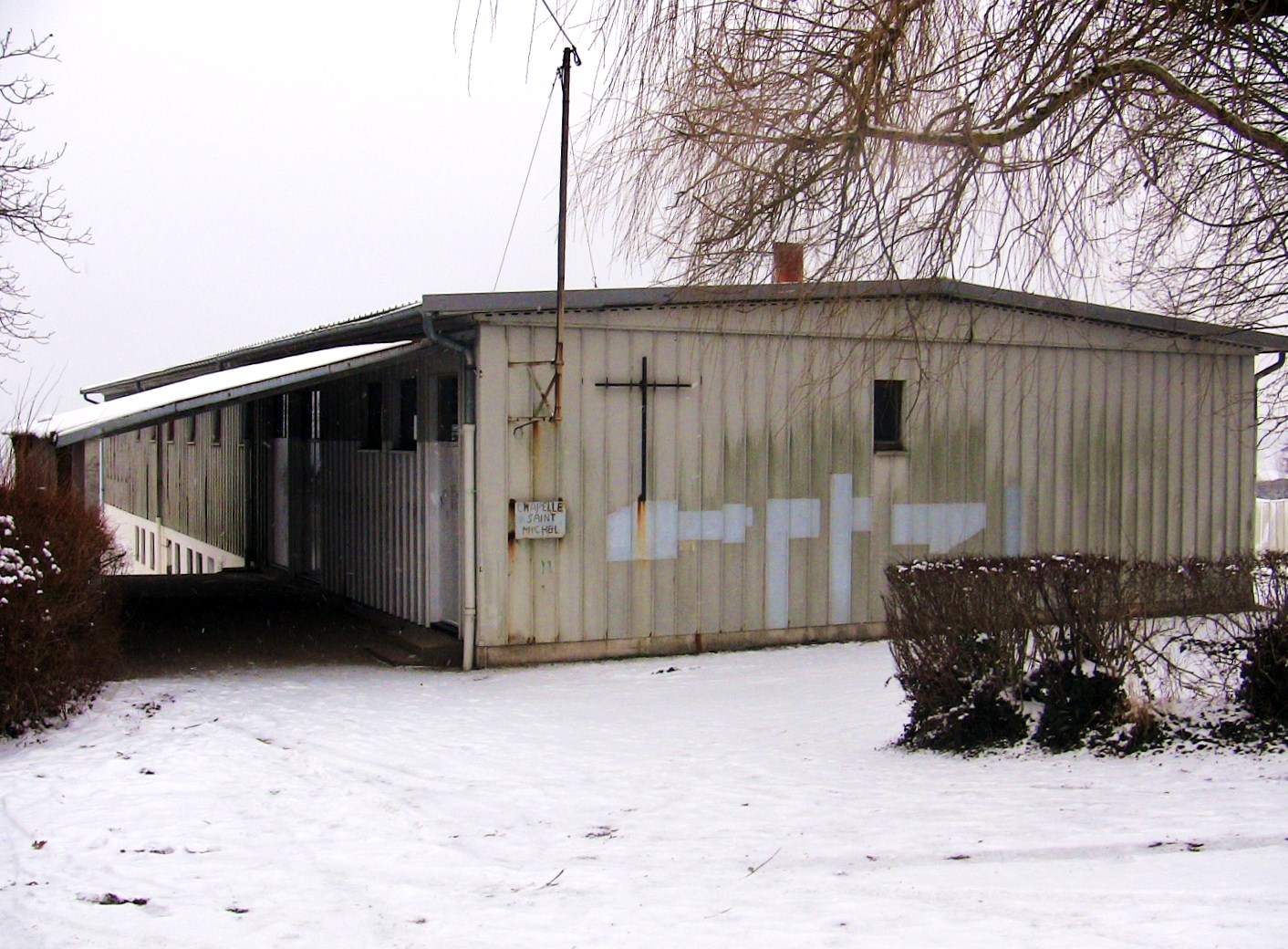
La chapelle Saint-Michel.

Il existe également une chapelle située à Bregille-Plateau : la chapelle Saint-Michel, imaginée par le chanoine Mourot qui avait l'intention, en 1936, de construire une chapelle en pierre dans le secteur. Mais après le décès de ce dernier durant la Seconde Guerre mondiale, le projet fut oublié. Cependant en 1964, après que Bregille-Plateau a gagné bon nombre d'habitants, un édifice préfabriqué sur un terrain donné par la famille Mathey voit le jour. Dédiée à Saint-Michel, cette chapelle fut construite sans recherche architecturale particulière, et dépend actuellement de l'église Sainte-Jeanne-d'Arc. Elle accueille en dessous de la chapelle proprement dite les locaux du groupe local des Scouts et Guides de France.

#### Les bâtiments désaffectés ou disparus

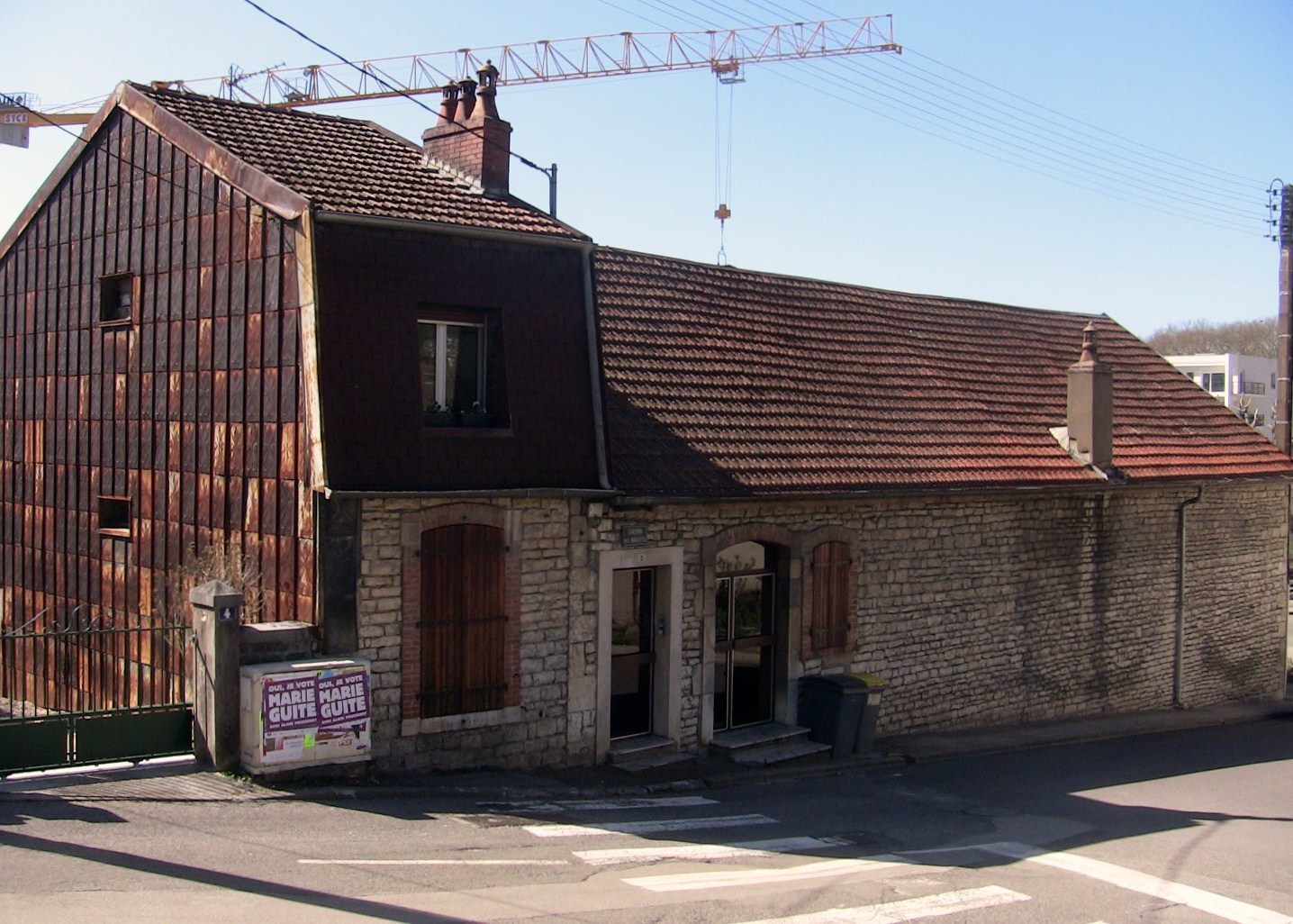
L'ancienne paroisse Saint-Lin.

Le quartier compte une ancienne chapelle fondée en 1901. L'archevêque de Besançon Fulbert Petit aménage une chapelle (la paroisse dite Saint-Lin) dans une usine désaffectée, qui est devenue par la suite un restaurant. L'édifice fut fermé en 1902 par le préfet du Doubs et rouvert en lieu de culte en 1906. Louis Pourchet, le premier curé de la paroisse mourut pour la France en 1916. La décision d'un véritable lieu de culte se fait cependant ressentir par la population bregillotte. L'édifice perdra sa vocation de lieu de culte peu après la construction de l'église Sainte-Jeanne-d'Arc.
Enfin, l'église Saint-Martin, qui aurait été fondée dès le VIe siècle et qui fut reconstruite à plusieurs reprises avant d'être définitivement détruite lors du siège de Besançon par l'armée liechtensteinoise, le 2 mai 1814. Le général Marulaz prit la décision très controversée de raser entièrement le quartier de Bregille ainsi que son église et son cimetière adjacent. Le quartier sera privé d'églises pendant environ un siècle avant la construction de l'église Sainte-Jeanne-d'Arc.

#### Le cimetière juif

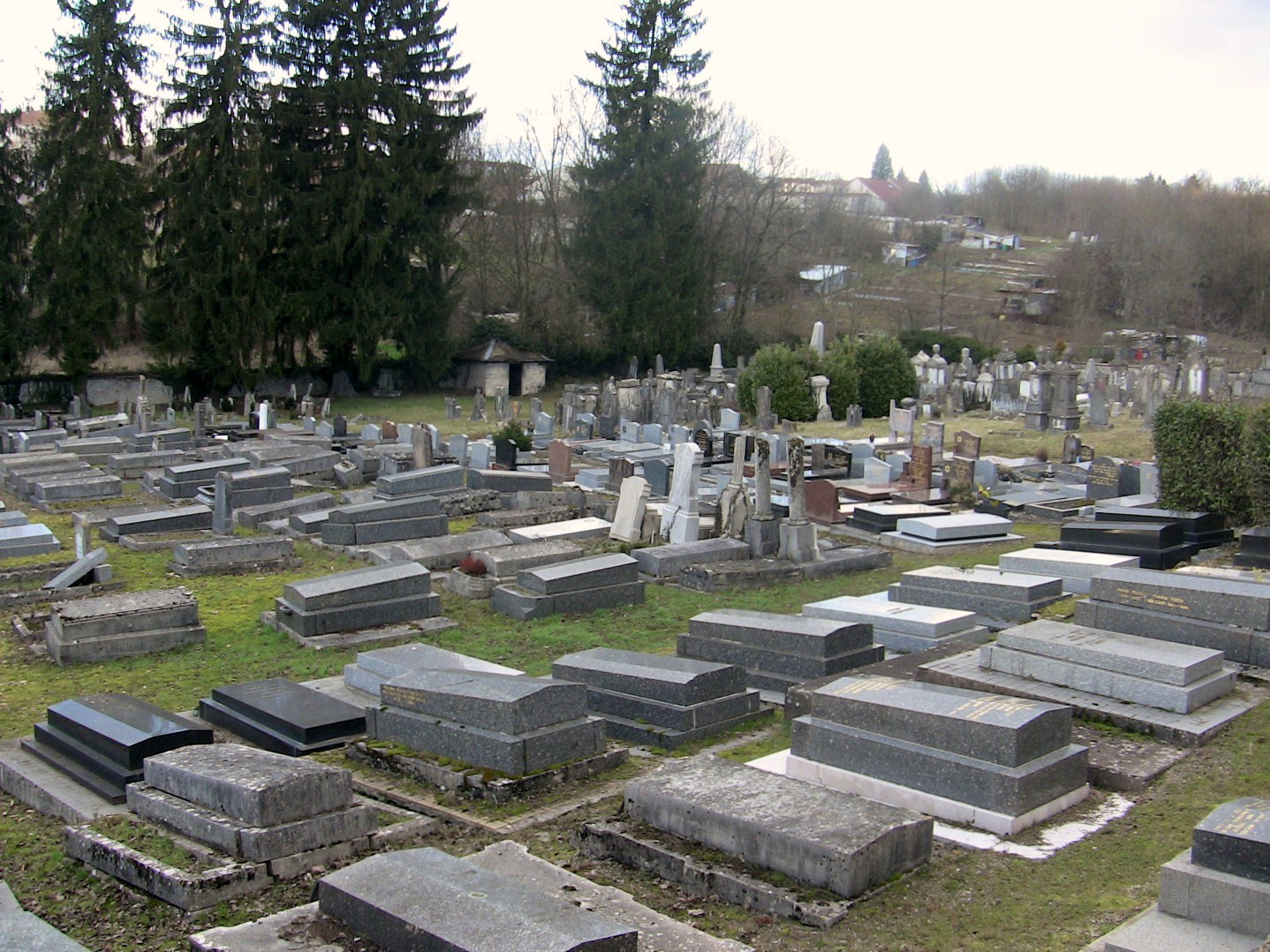
Le cimetière juif de Besançon.

La communauté juive de Besançon décide à la fin du XVIIIe siècle d'édifier un cimetière pour ses morts, à la limite de Bregille et de Palente. Il accueille d'imposantes tombes, comme celles d'illustres familles bisontines : la famille Weil, la famille Veil-Picard, la famille Haas ou encore les Mayer Lippman. Le lieu comporte également à son entrée un monument aux morts, dédié à la mémoire des membres de la communauté juive bisontine tués au combat durant la Première Guerre mondiale.

### Patrimoine militaire
Pour un article plus général, voir Patrimoine militaire de Besançon.

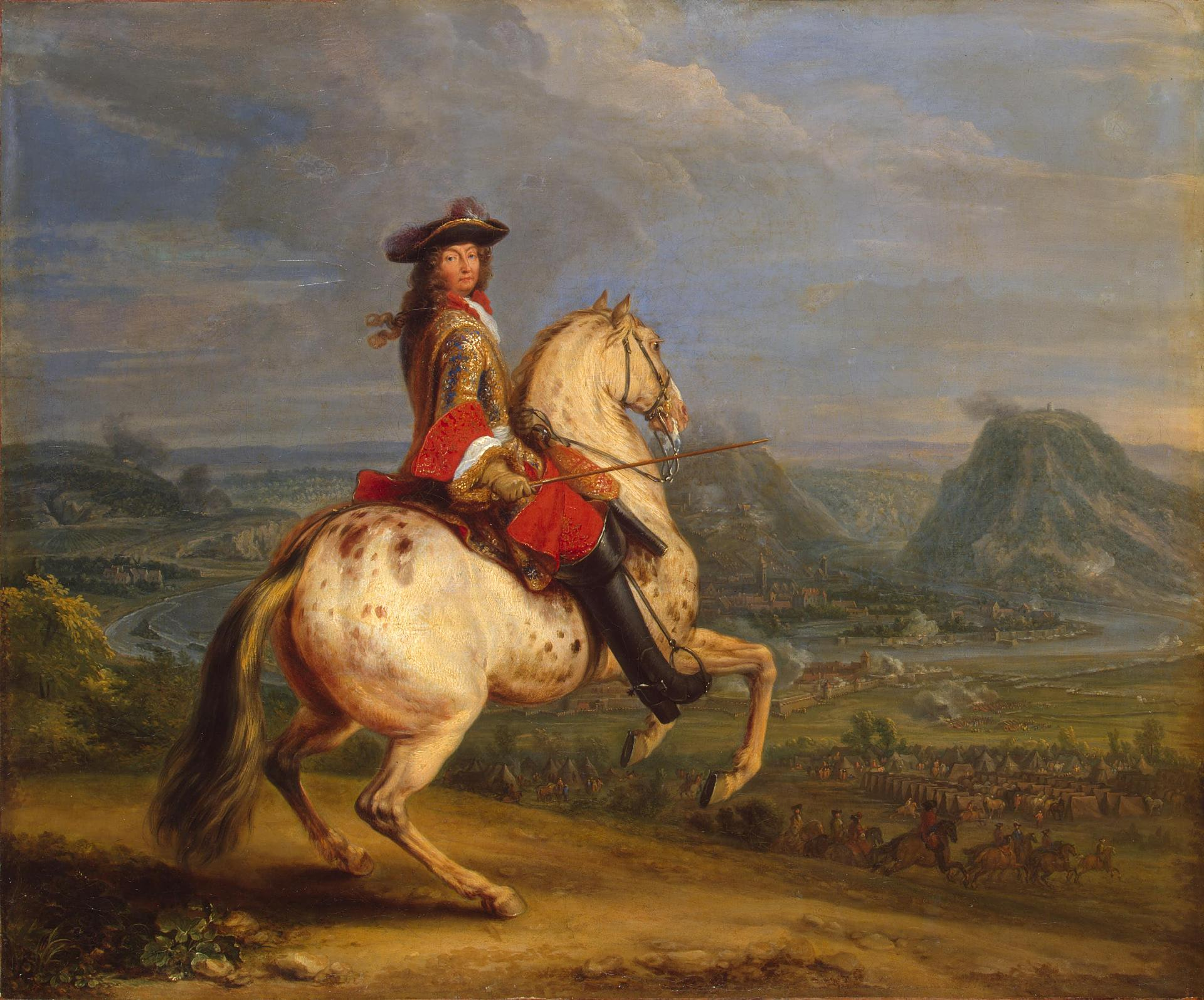
Louis XIV devant Besançon en 1674. Sur la gauche est située la colline de Bregille.

Le site de la colline de Bregille constitue dès le début de l'Époque moderne une place militaire stratégique, car cette hauteur dépasse largement la colline Saint-Étienne où se trouve la Citadelle de Besançon, principale place forte de la ville. Si cette place était occupée par l'ennemi, elle pourrait ainsi constituer un véritable danger pour Besançon, à cause notamment des boulets de canons pouvant s'abattre sur la capitale comtoise et sa citadelle. Ce fut le cas en 1674 lorsque la Franche-Comté, alors sous domination espagnole, se voit reconquise par Louis XIV,,, et également en 1814 lorsque Napoléon fit face aux Autrichiens. Depuis, le quartier de Bregille compte deux forts : le fort de Bregille et le fort Beauregard.

#### Le fort de Bregille

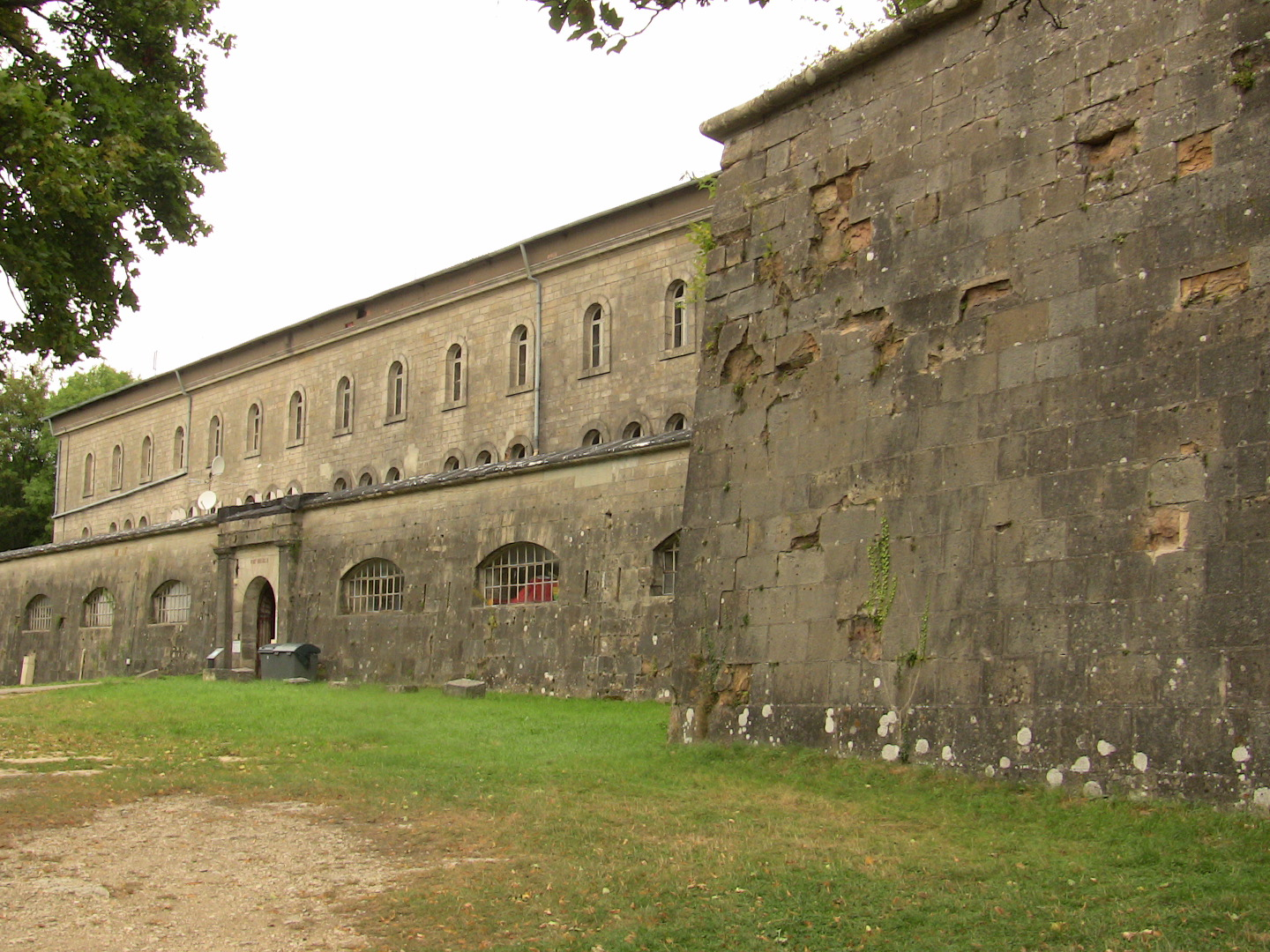
Le fort de Bregille.

Le fort de Bregille, de son nom officiel fort Morand, fut construit de 1820 à 1832 et constitue l'édifice militaire le plus imposant de Bregille. Un ouvrage existait déjà en 1791 à l'endroit même où est situé le fort, mais ce dernier, trop rapidement pris par l'ennemi en 1814, fut complètement repensé afin de donner naissance à l'édifice tel qu'on le connaît au début du XXIe siècle. Ce bâtiment est actuellement considéré comme le magasin central de la ville, avec une capacité minimale de 175 000 kilos de poudre dépassant de loin toutes les autres fortifications de la ville. Le fort de Bregille fut également utilisé durant la Seconde Guerre mondiale afin de baser des batteries anti-aériennes, avant d'être désaffecté comme grand nombre des forts bisontins. Actuellement[Quand ?], une partie de l'édifice sert de fourrière animale de la SPA ainsi que de la police municipale de la ville, et ne peut être visité qu'avec une autorisation.

#### Le fort Beauregard

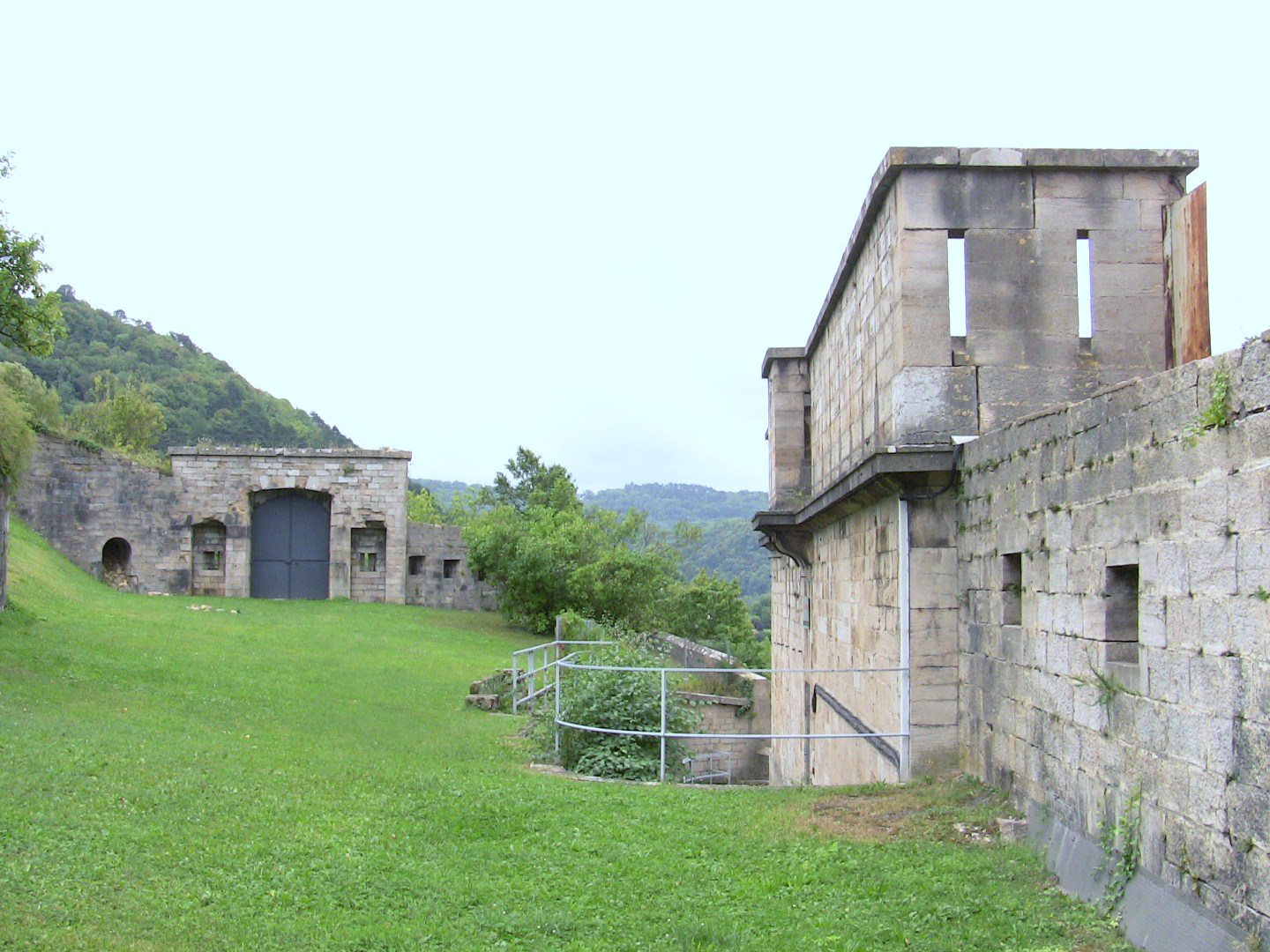
Le fort Beauregard.

Le fort Beauregard fut quant à lui construit à partir de 1791, et fut achevé en 1870 sur une petite butte à 314 mètres d'altitude. Mais c'est à partir de 1841, date à laquelle de nouveaux terrains adjacents sont acquis, que l'édifice fut réellement modifié de 1845 à 1870 pour constituer une fortification digne de ce nom. Ce fort est connu pour être l'un des premiers, si ce n'est le premier à avoir utilisé le système polygonal, et devait couvrir le fort de Bregille. Le bâtiment, en état de ruine, fut réhabilité en un square/espace vert offrant un superbe panorama sur la vieille ville.

#### La tour de Bregille

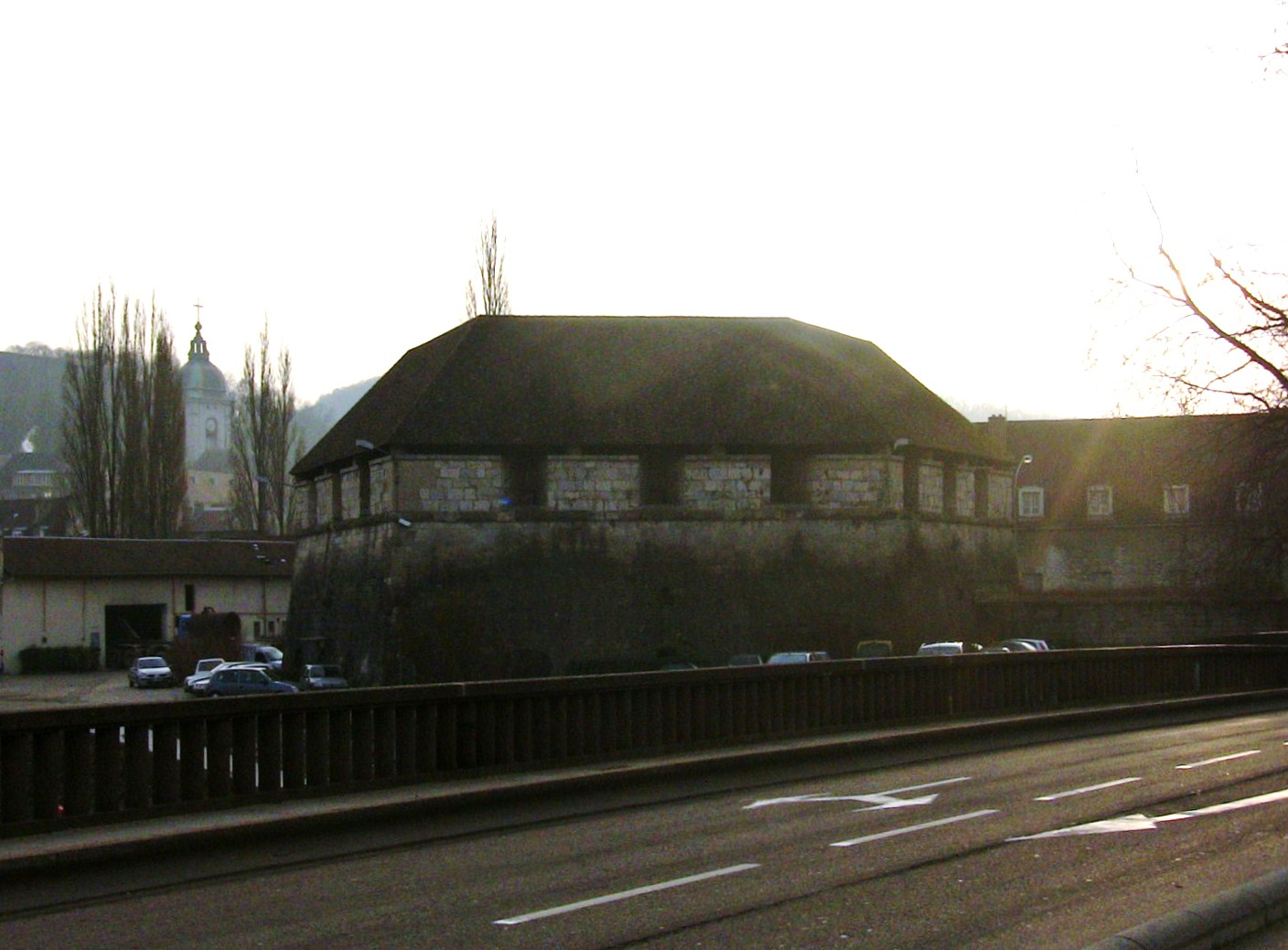
La tour de Bregille.

La tour bastionnée de Bregille est située au niveau du pont de Bregille, dans La Boucle de Besançon, et ne fait pas géographiquement partie du patrimoine du quartier bien que ce bastion avait un rôle central concernant les échanges entre Bregille et La Boucle. La tour fut construite dans les années 1680 et avait pour but de défendre la position nord-est de la ville et couvrait notamment le flanquement du bastion de la Porte Rivotte ainsi que le moulin Saint-Paul. L'édifice fut durant le XIXe siècle jusqu'en 1920, affecté à l’élevage et au séjour des pigeons d'où son surnom de « colombier » militaire. La tour de Bregille fait le titre d'un classement aux Monuments historiques depuis 1942.

### Lieux d'enseignement

#### L'école de Bregille-Village
Cette ancienne école, située rue Fabre, commence son histoire en avril 1875. C'est à cette date que des archives municipales mentionnent la vente par M. Jouchoux d'un terrain à la Ville de Besançon pour la réalisation d'une école aux Mandeliers. L'année qui suit, des souscriptions volontaires sont engagées pour la construction d'une école à deux niveaux comprenant un logement de fonction. C'est ainsi que pendant plus d'un siècle cette école accueillit des enfants et a fait vivre le secteur. En 1910, une classe supplémentaire de garçons est créée sur l'initiative du conseil municipal et en 1947 une classe maternelle est créée. Au début des années 1960 d'importants travaux sont réalisés dans l'école et les effectifs restent stables, jusque dans les années 1970. C'est en 1974 que la première classe fut fermée, et on regroupe alors les 22 élèves du primaire, mais l'école n'est pas menacée. Une cantine est créée en 1978 et en 1979 on compte une dizaine d'élèves en maternelle et plus d'une vingtaine en primaire. Après plusieurs restructurations, et malgré la forte mobilisation des parents d'élèves et des habitants, l'école maternelle est définitivement fermée en 1992, et l'école primaire en 1994.

#### L'école de Bregille-Plateau

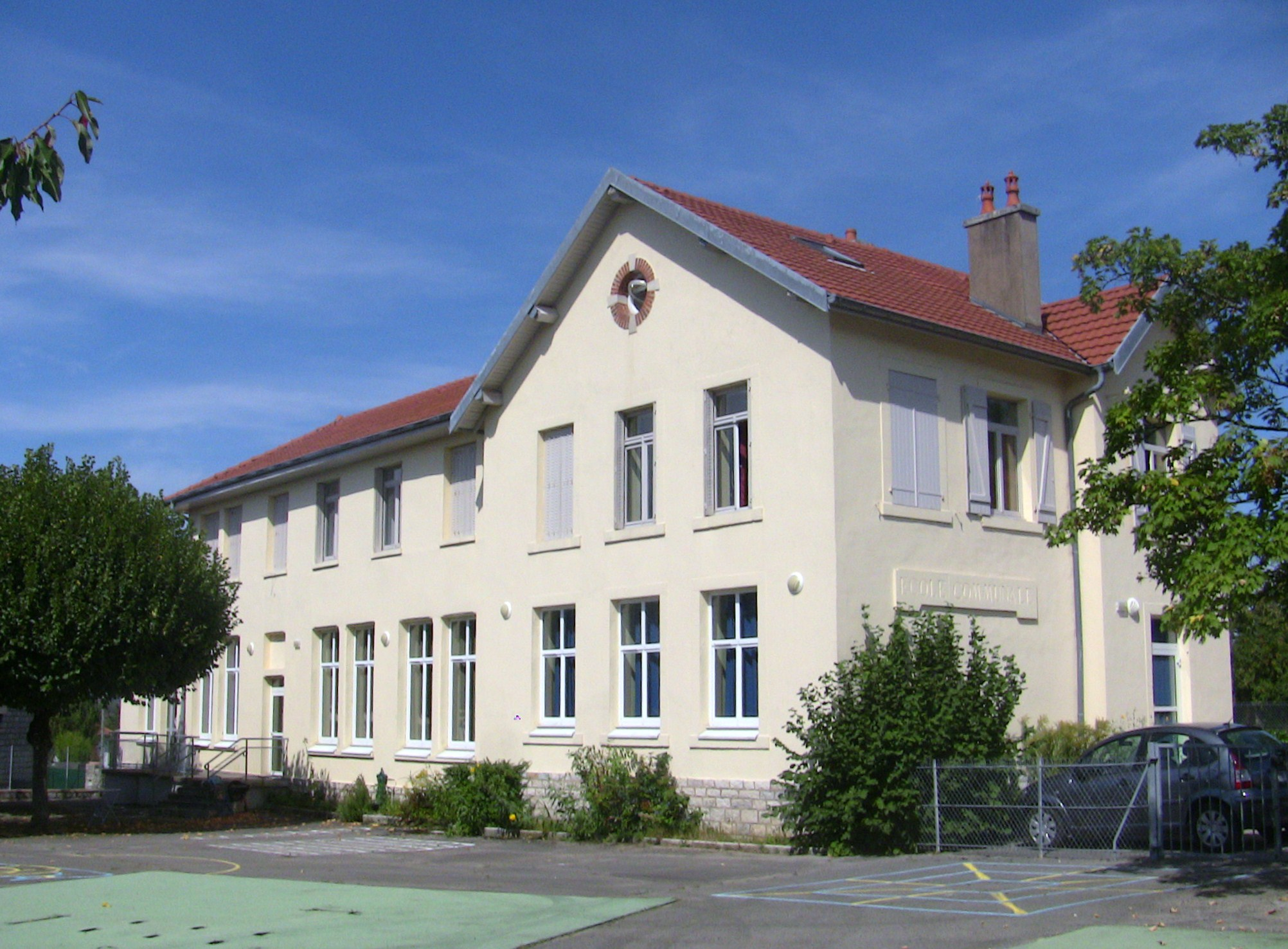
École maternelle de Bregille plateau.

Des archives mentionnent l'existence d'une école administrative à Bregille-Plateau dès le début du XXe siècle, mais des témoignages rapportent la probable existence d'un lieu d'enseignement à la fin du XIXe siècle. Le 17 janvier 1901, des conseillers municipaux recherchaient une maison spacieuse située dans un cadre agréable pour y installer une école accueillant les écoliers du plateau. Après des recherches infructueuses, l'école est finalement installée dans une maison louée à un habitant du quartier, mais des constructions devront être réalisées notamment pour y établir un préau, des murs de clôtures, etc. ce qui sera chose faite dès 1911. La nouvelle école est totalement achevée et agrandie en 1929, devant les effectifs grandissants. Une école maternelle adjacente est créée dans les années 1970, et les effectifs restent stables ou grandissants jusqu'au début des années 1990. Durant les années 1950, une autre école devait être construite rue Heitz, ce qui fut chose faite en 1962, et accueillait les élèves provenant du secteur des Vareilles alors en pleine construction. Mais en 1996, avec seulement 36 élèves programmés, la première menace de fermeture intervient pour l'ancienne école de Bregille-Plateau, et en 2007-2008, l'établissement qui compte un total de 27 élèves programmés est définitivement regroupée avec l'école des Prés-de-Vaux. Ne reste alors que la nouvelle école de la rue Heitz, qui est encore en fonctionnement en 2010-2011,.

### Autres

#### Le funiculaire de Bregille

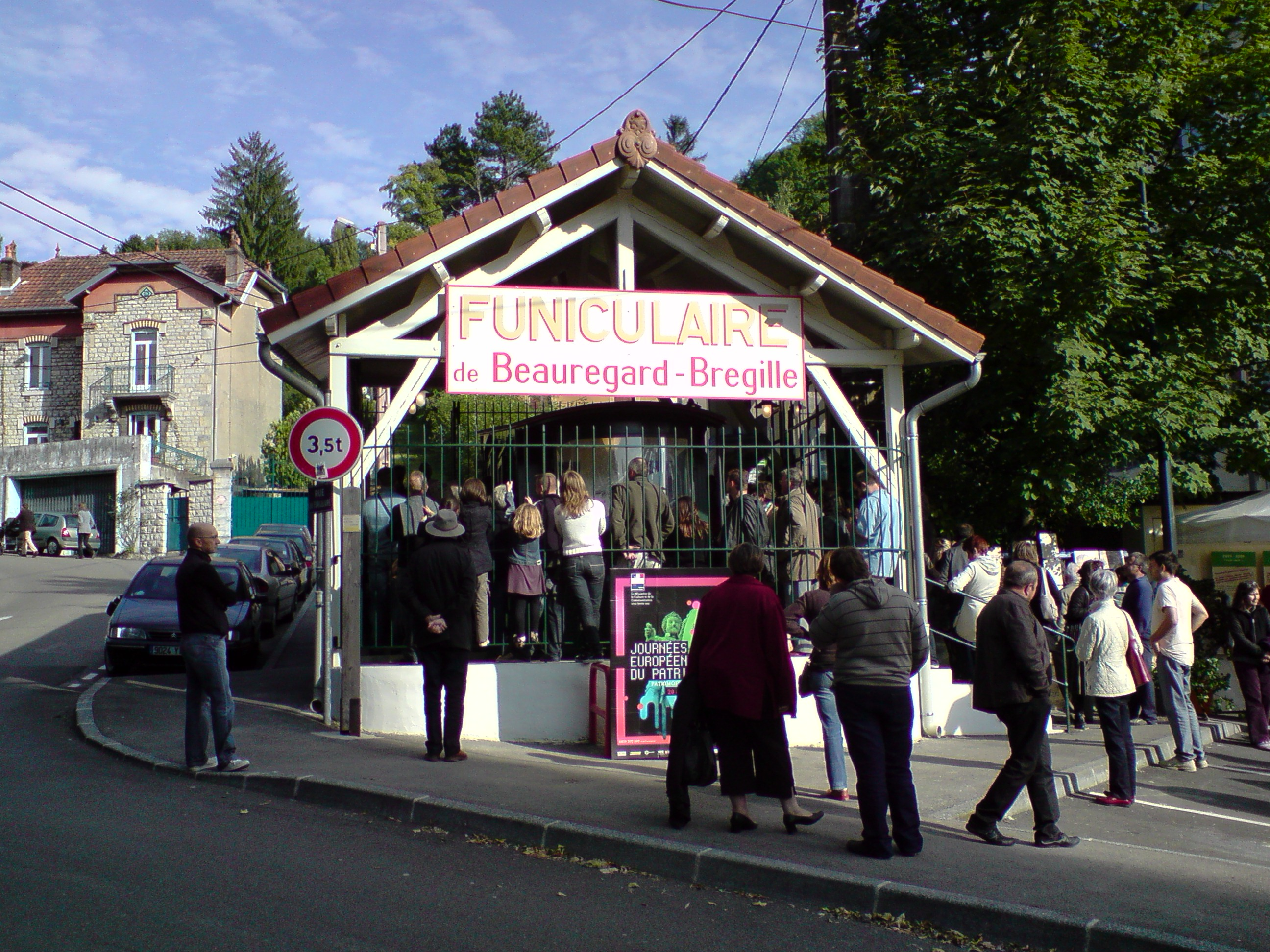
Le funiculaire de Bregille, en 2008.

Le funiculaire de Beauregard-Bregille, appelé communément funiculaire de Bregille, fut imaginé et construit de 1899 à 1912 pour relier Bregille aux nouveaux bâtiments du complexe thermal de la Mouillère. Ce fut Émile Picard qui proposa en 1899 la création d'un funiculaire dans le secteur, mais le projet ne fut validé qu'en 1908 à cause de difficultés liées à l'acquisition des terrains nécessaires à sa construction ainsi qu'à des problèmes financiers. Après que le funiculaire fut achevé, celui-ci connut des débuts difficiles, notamment à cause de la Première Guerre mondiale mais aussi après l'arrêt des activités thermales. Pourtant, la fréquentation augmenta jusqu'en 1935, dépassant même les prévisions avant que la compagnie du funiculaire ne s'endette pendant les années 1930 et se voit rachetée par la ville de Besançon.
Pendant la Seconde Guerre mondiale, les activités du funiculaire sont interrompues, et reprennent en 1945 pour atteindre des sommets inédits, avec 220 000 voyages effectués en 1948. Puis, après une nouvelle baisse d'activité, le funiculaire est définitivement arrêté en 1987, pour des raisons de sécurité liées à l'usure des rails. En 2005, l'association Les Amis du Funiculaire de Besançon est créée, œuvrant pour la rénovation et la remise en route du funiculaire et son inscription aux monuments historiques.

#### La gare de Besançon-la Mouillère

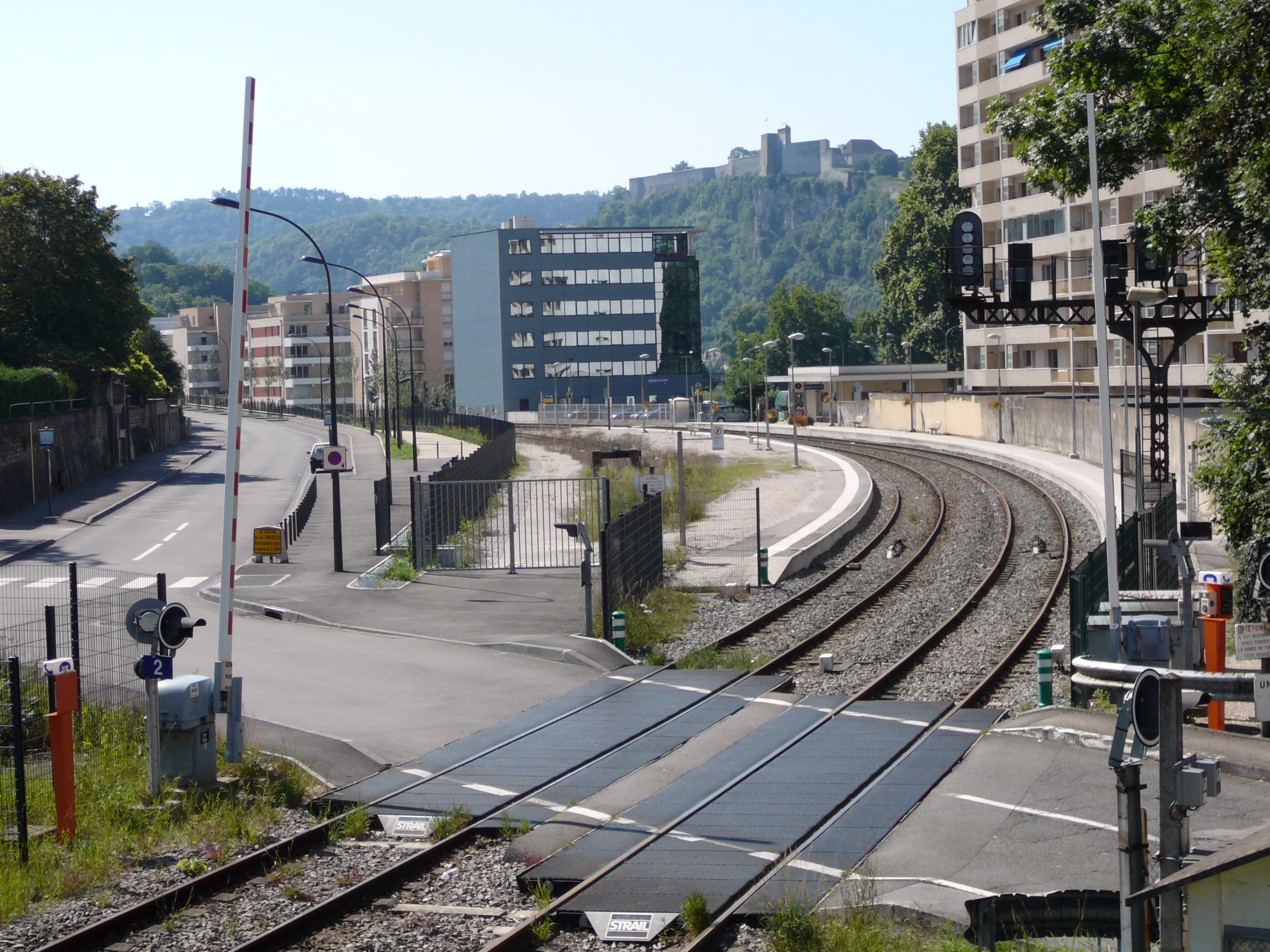
Gare de la Mouillère, vue d'ensemble.

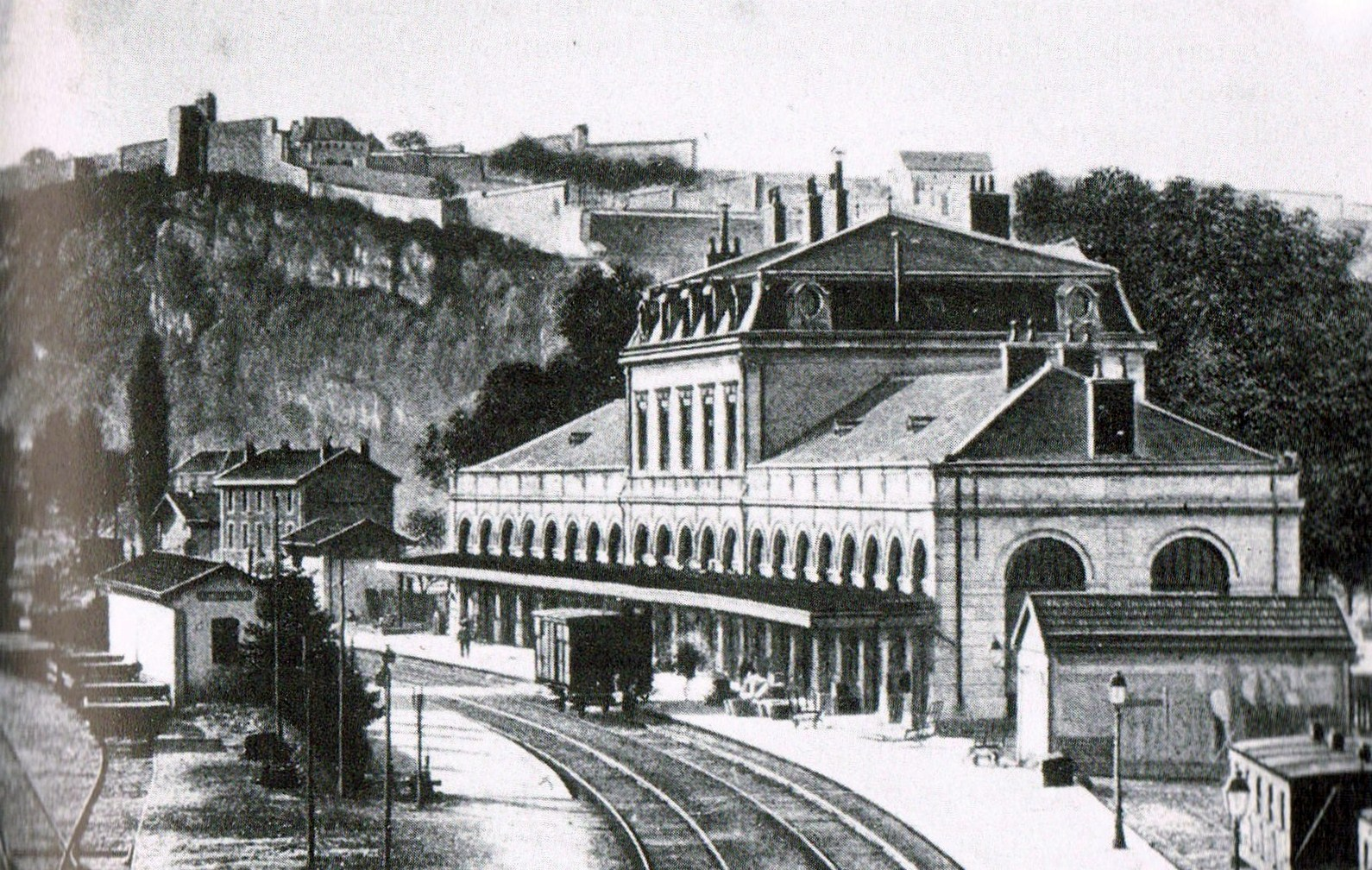
La gare en pierre au début du XX.

L'idée de la construction d'une gare dans la capitale comtoise naquit dans les années 1840 grâce à des hommes d'affaires bisontins, lorsque l'expansion du réseau ferroviaire français indique que la ville deviendra un carrefour. Après que le site de la Mouillère eut été envisagé pour accueillir la future gare bisontine, il est finalement décidé que celle-ci soit établie sur le site de la Viotte, pour donner naissance à la gare de Besançon-Viotte. Pourtant, la construction d'une autre gare est envisagée pour desservir les villes situées sur la ligne vers la Suisse, et c'est ainsi qu'en 1884 l'architecte Alfred Ducat construit la gare de Besançon-la Mouillère inaugurée la même année. L'édifice en pierre sera finalement détruit en 1962 pour être remplacé par une petite halte voyageur, faute de voyageurs suffisants. Cette gare est toujours en activité en 2010.

#### Les fours à chaux de Chalezeule

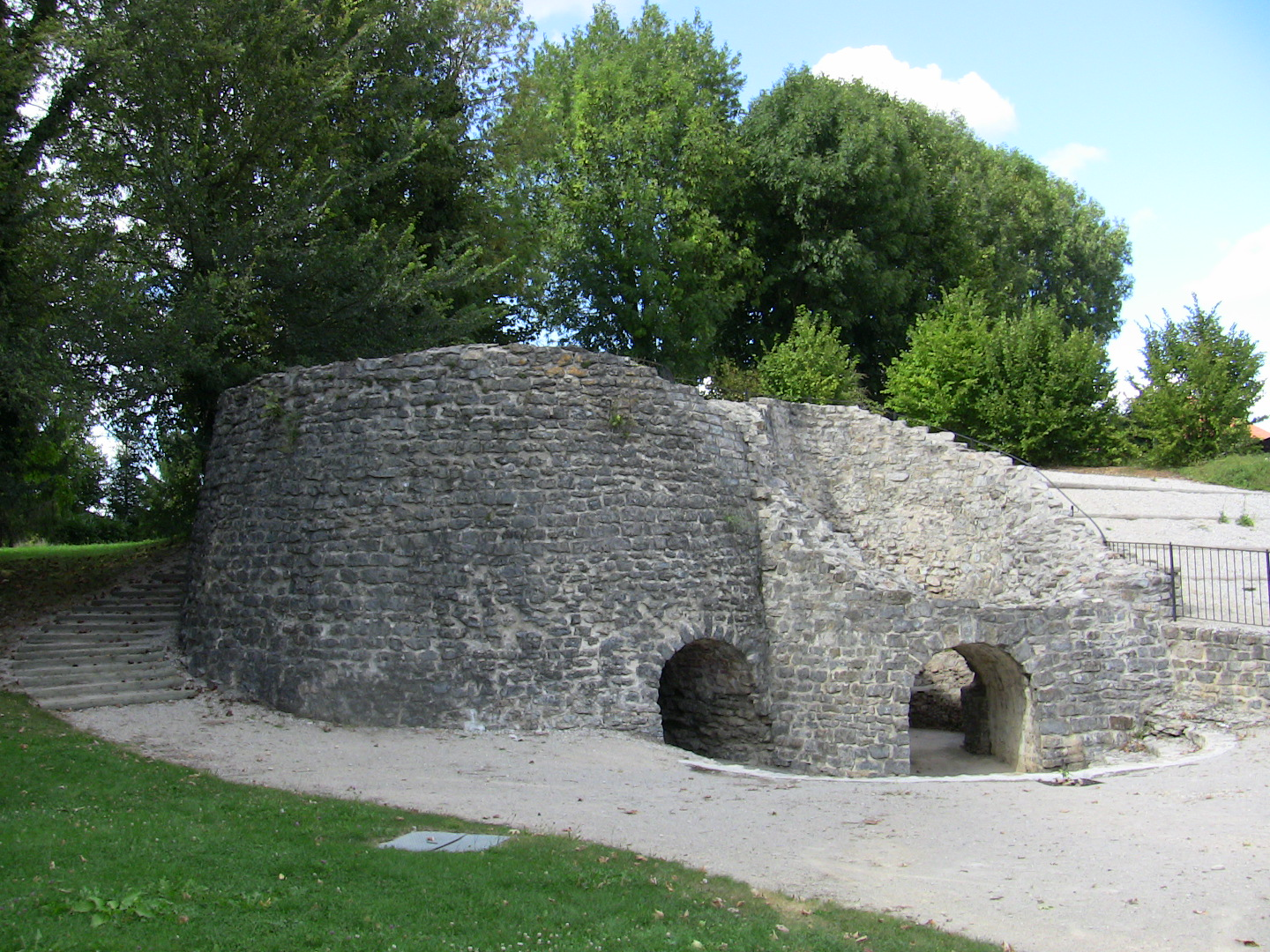
Les fours à chaux de Chalezeule.

Les fours à chaux de Chalezeule sont situés à la limite des communes de Besançon (Bregille) et de Chalezeule, et à proximité du château de la Juive. En 1844, un artisan-chaufournier connu sous le nom de Pierre Bertin construit un premier four destiné à préparer la chaux pour le village ainsi que pour l'approvisionnement des chantiers des quais du Doubs à Besançon, alors en pleine construction, puis suivra la construction d'un second four en 1864. Après plusieurs années d'activités, les fours ont été abandonnés à partir de 1914 puis restaurés en 1997 par l'association Calisiola,.

#### Les salins de Bregille

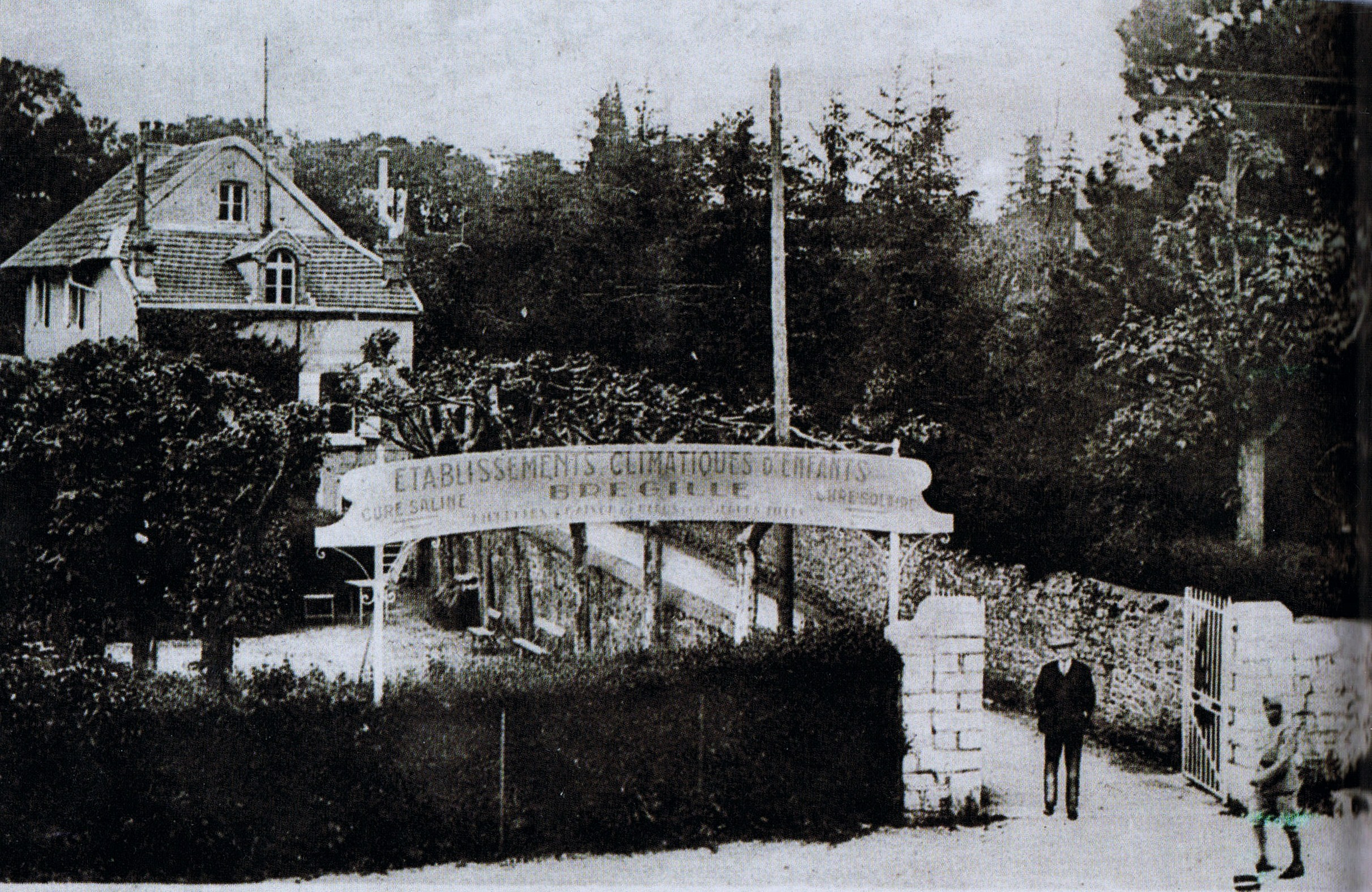
Les salins de Bregille, années 1920.

Les salins de Bregille est un institut créé au lendemain de la Première Guerre mondiale par le chanoine Mourot, désireux de venir en aide aux enfants orphelins ou victimes de la tuberculose. Après avoir acquis une demeure dans le Var dans les années 1920 pour offrir des vacances aux enfants malades, l'association est visitée en 1933 par le président de la République Albert Lebrun. Puis durant la Seconde Guerre mondiale, les salins sont réquisitionnés avant d'être rendus à l'association en 1945. Après le recul significatif des maladies enfantines dans les années 1950, les salins furent un centre de soin général jusque dans les années 1990 puis un lieu spécialisé pour l'accueil de seniors.

#### Le château de la Juive

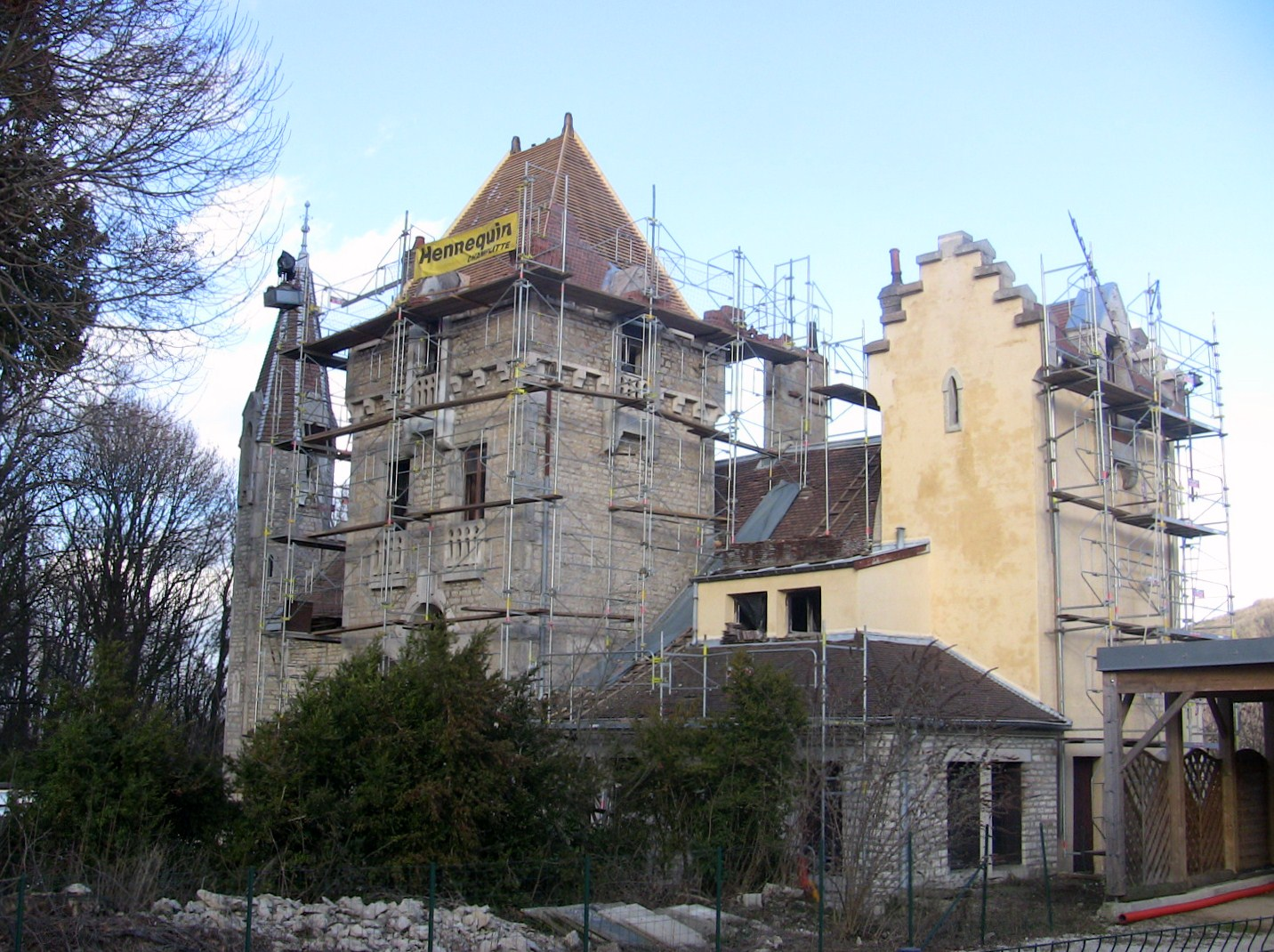
Le château de la Juive.

Construit au XVIIIe siècle, le château de Clementigney – plus connu sous le nom de château de la Juive – doit son nom au fait qu'il appartient pendant longtemps à une famille juive de la ville, la famille Lipmann. Mayer Lippman (alors connu pour être le Juif le plus riche de la ville) fait du bâtiment sa maison de campagne, le décore et le meuble richement avant que l'architecte Alphonse Delacroix n'en fasse un véritable château de style gothique. Marié à Babette Levy, Lipmann a quatre enfants : Alfred, Auguste, Nathalie et Dina. Cette dernière meurt après avoir donné naissance en 1827 à Reine Précieuse Léonie Allegri, appelée la Juive, et qui laisse ce surnom à la demeure. L'édifice est depuis le 27 décembre 2002 classé aux monuments historiques ; le château de la Juive est donc le seul bâtiment du quartier faisant l'objet d'un classement particulier.

#### Autres villas et demeures remarquables

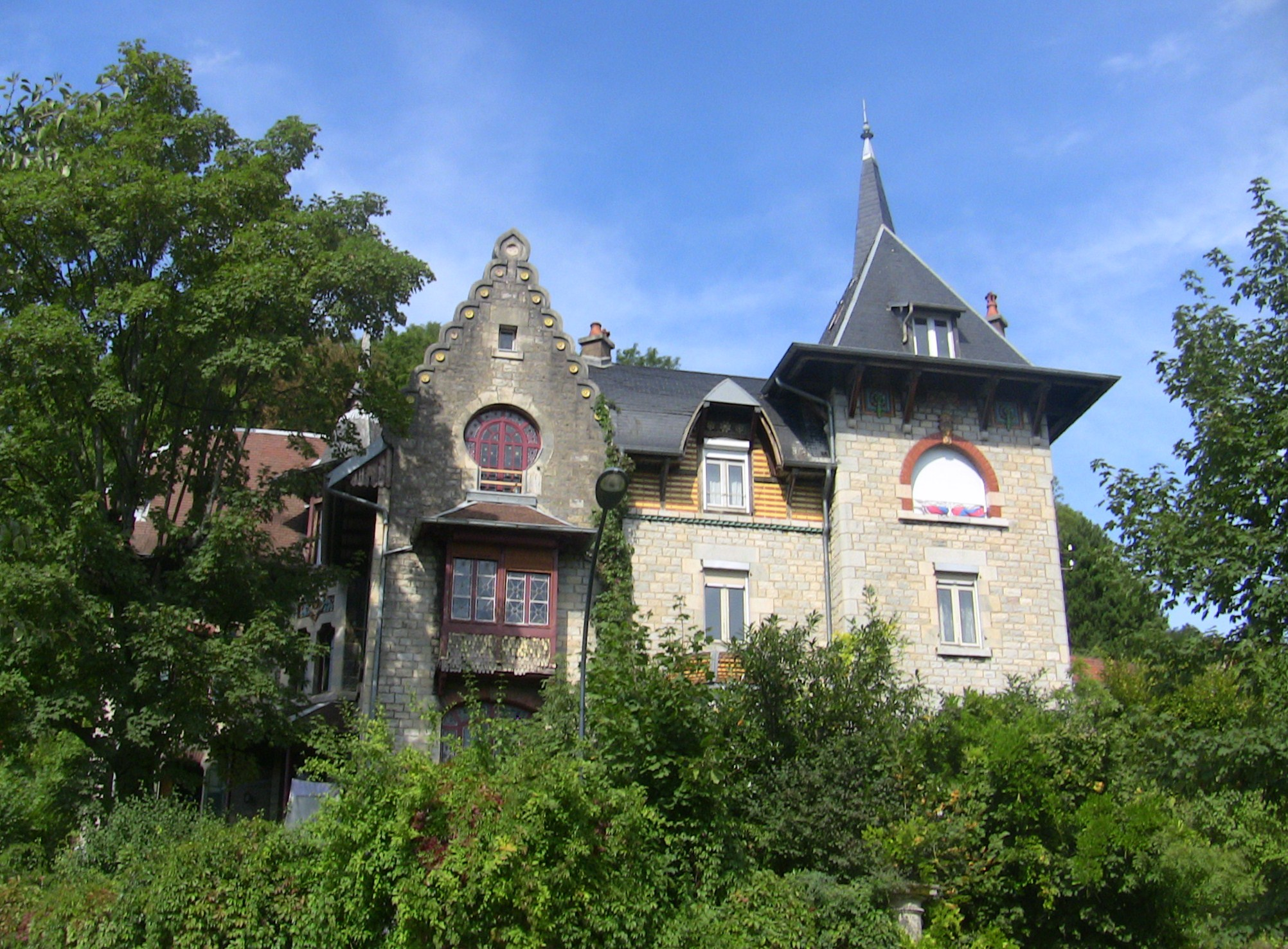
Villa des Fontenottes.

Bregille fut de tout temps convoité par les Bisontins de La Boucle pour son site remarquable proche de la ville, malgré les obstacles rencontrés pour construire de véritables demeures. Le premier d'entre eux est lié à la topographie du site, même ci cela n'empêche pas réellement la construction de logis, le terrain escarpé de la colline oblige parfois les architectes à se limiter dans leurs œuvres. Mais le principal obstacle à l'édification de maisons de campagne, château et villas reste l'interdiction totale de construction en dur sur le site de Bregille après que de nombreuses maisons du secteur eurent été rasées lors du siège de 1814. Jusqu'à la fin de la Seconde Guerre mondiale, la numérotation des rues n'existait pas à Bregille, et les villas de l'époque étaient alors identifiées par des noms souvent fantaisistes, évocateurs ou parfois énigmatiques : Marguerite Rose, Villa des Roses, La Pibolle, Villa Jeanne d'Arc,  Villa Laurette, La Pergola, Beau Site, La Pauline, Villa Narcisse, Arvettes, Bellevue, Les Mandeliers.
La première villa encore présente à Bregille est celle du peintre Émile Isenbart (1846-1921) qui comprenait un immense parc qui s'étendait de la vaste villa de l'artiste jusqu'au parc Micaud. La vue qu'il avait sur la rivière du Doubs l'inspira dans ses œuvres jusqu'à sa mort, de même que ses murs, qu'il avait fait recouvrir de toiles marouflées illustrant les fables de La Fontaine. Une autre vaste demeure existe au numéro quatre de la rue des Fontenottes, là où l'horloger Tibaudeau avait installé son industrie et ses milliers de montres et pendules, ainsi qu'une villa de style néogothique située à l'angle de la rue Fabre et des Fontenottes, possédant de remarquables façades ornées de tourelles et de faïences.

## Vivre à Bregille

### Pratique sportive

Logo du SNB.

L'activité sportive à Bregille est essentiellement centrée autour de deux clubs : le Sport Nautique Bisontin et l'Association Sportive et Culturelle de Bregille. Fondé en 1865, le Sport Nautique Bisontin est le plus vieux club de la ville. Il a enregistré des succès notables dès ses débuts dans les domaines de la natation et du canoë-kayak, et a rassemblé jusqu'à 1 000 licenciés dans les années 1980. Le SNB dispose d'une piscine en plein air située à Bregille même, qui a fêté ces 50 ans en 2010 avec une fête ayant rassemblé près de 1 000 personnes.
Quant à l'Association Sportive et Culturelle de Bregille (aujourd'hui Association Sportive et Culturelle des Centres de Bregille), elle a été fondée par des jeunes du quartier et par l'équipe paroissiale de football dans les années 1960, avec l'aide du clergé et d'habitants du secteur. L'association s'est considérablement développée depuis ses débuts, et a compté plusieurs sections football, ping-pong, handball ainsi que des ateliers photos, pâtisserie et danse. Aujourd'hui ce club propose des activités dont la plupart sont spécialement adaptées pour les déficients visuels, comme le torball, le showdown (sport de raquette pour malvoyants), le cécifoot, le goal-ball mais aussi du tir à l'arc, de la pétanque, de la natation et de l'athlétisme.
Le bois de Bregille offre également quelques activités sportives, notamment grâce à un circuit pédestre de 6,4 km, d'une difficulté jugée moyenne. Pourtant Bregille souffre globalement d'un manque d'infrastructures sportives, il est par exemple l'un des seuls quartiers de la ville qui ne dispose pas de gymnase, bien que le proche secteur des Clairs-Soleils en compte un.

### Associations

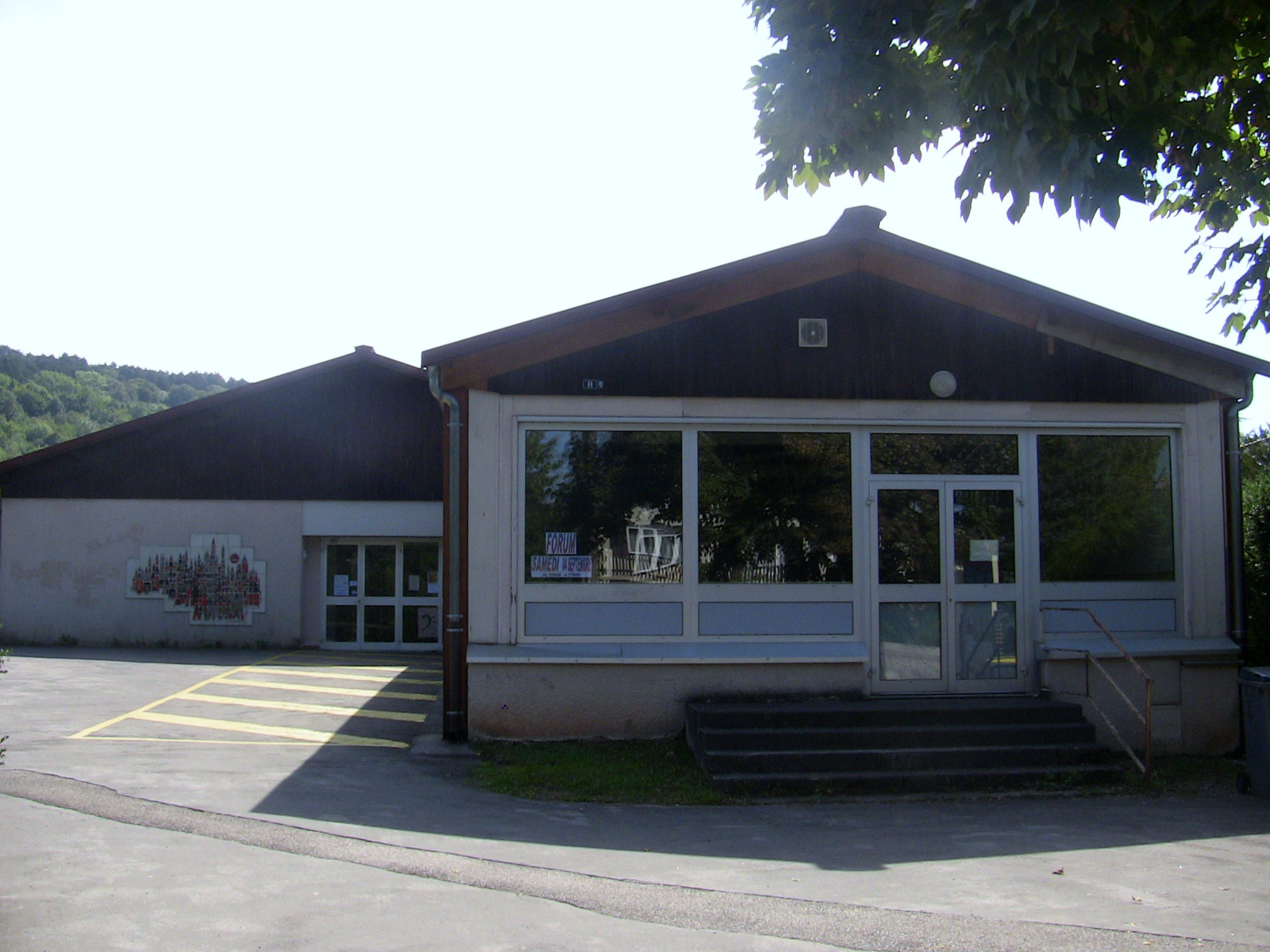
La maison de quartier de Bregille.

Le quartier de Bregille compte trois grandes associations : le Comité de quartier, l'Amicale de Bregille-Village ainsi que l'association des Amis du Funiculaire de Besançon. Le comité de quartier trouve ses origines lors du peuplement de la colline, à partir de 1969. Bregille était alors un chantier et un groupe d'une dizaine de personnes tente de constituer un comité capable de pourvoir le secteur en moyens d'animations sociales, culturelles et sportives. En 1974, le comité pose les bases d'un jumelage avec le quartier de Sankt Georgen à Fribourg-en-Brisgau (Allemagne), et en mars 1978 sort le premier numéro du Journal de Bregille réalisé par des membres du Comité. La même année, l'actuelle maison de quartier est construite à la place de l'ancien local en préfabriqué, et sera inaugurée en juin 1979. Le comité a également compté un club de judo ainsi qu'un club pour les séniors. Actuellement[Quand ?] le comité poursuit toujours ses actions dans le quartier, et a publié un livre en 2008 racontant la vie et l'histoire de Bregille, intitulé Mémoires de Bregille.
L'Amicale de Bregille-Village fut fondée en automne 1936 par des anciens du quartier, pour que les vieillards de Bregille puissent se distraire. Le premier local fut acquis dans les années 1950, mais l'association décide de reconstruire un bâtiment en dur à partir de 1965 avec l'aide de bénévoles,. L'association organise alors des bals, des élections de miss Bregille, des carnavals, des rallyes automobiles ainsi que des concours de pétanque et de belote. L'association existe toujours bien que le nombre d'activités proposés ait été revu à la baisse, et garde encore sa vocation de centre pour séniors.
L'association Les Amis du Funiculaire de Besançon fut créée le 9 décembre 2005 sous l'impulsion d'Alexandre Jury, jeune étudiant passionné par ce patrimoine particulier,. Un combat est alors engagé pour restaurer le funiculaire. La voiture numéro deux est rénovée par les ateliers municipaux de la Ville de Besançon et la gare basse restaurée par l'entreprise de réinsertion Alternative Chantiers. L'ensemble a ainsi pu être présenté, pour la première fois, aux journées européennes du patrimoine les 15 et 16 septembre 2007. L'association travaille actuellement sur le projet de réhabilitation de la gare haute et, à plus long terme, sur un projet global de rénovation,. Des animations sont régulièrement assurées dans la gare basse, notamment lors des Journées du Patrimoine. Initiée par l'association en janvier 2007, qui en avait fait la demande, la proposition d'inscription du Funiculaire au titre des Monuments Historiques a été approuvée par la Commission régionale du patrimoine et des sites de Franche-Comté, à la suite de la proposition la Direction régionale des Affaires culturelles de Franche-Comté, en juin 2010. La signature de l'arrêté d'inscription par le préfet de région est à venir. Un livre retraçant l'histoire du funiculaire est actuellement en préparation.

### Médias
Le quartier de Bregille ne dispose pas de nombreux médias locaux, excepté le BVV ou Vu du Doubs qui sont distribués dans toute l'agglomération de Besançon. Cependant, le secteur compte un journal intitulé journal de Bregille qui a réussi à devenir une véritable fenêtre des habitants sur la vie locale du secteur. Il fut créé en 1972 par André Jeanney et publié par le comité de quartier de Bregille. Ce journal compte plus de 300 numéros et il est actuellement tiré à 2500 exemplaires trimestriels, financés par les dons de Bregillots et Bisontins. Il est depuis toujours le seul et unique média exclusivement publié et/ou distribué dans le secteur de Bregille.

### Jumelage

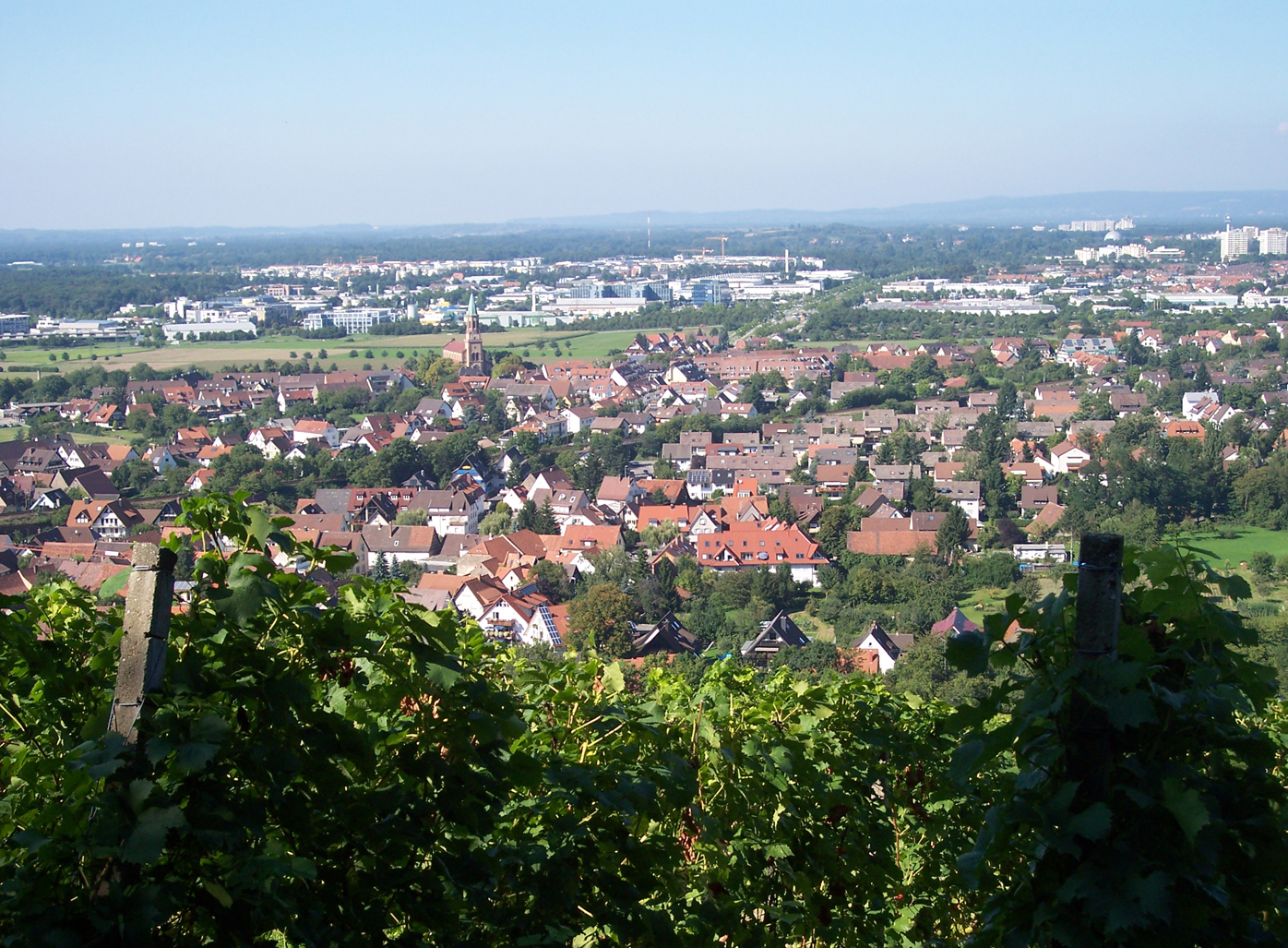
Vue générale de Saint-Georgen, en 2005.

La ville de Besançon est jumelée avec la ville allemande de Fribourg-en-Brisgau depuis 1959. En 1974, le comité de quartier de Bregille choisit de s'allier avec le quartier de Saint-Georgen ((de) : Sankt Georgen), situé au sud de Fribourg-en-Brisgau et comptant 10 000 habitants, et ayant de plus un passé viticole. La première visite de Bregille par le comité de quartier de Saint-Georgen eut lieu en septembre 1974, et depuis cette date les deux quartiers entretiennent des relations amicales et se considèrent comme jumelés.

## Environnement

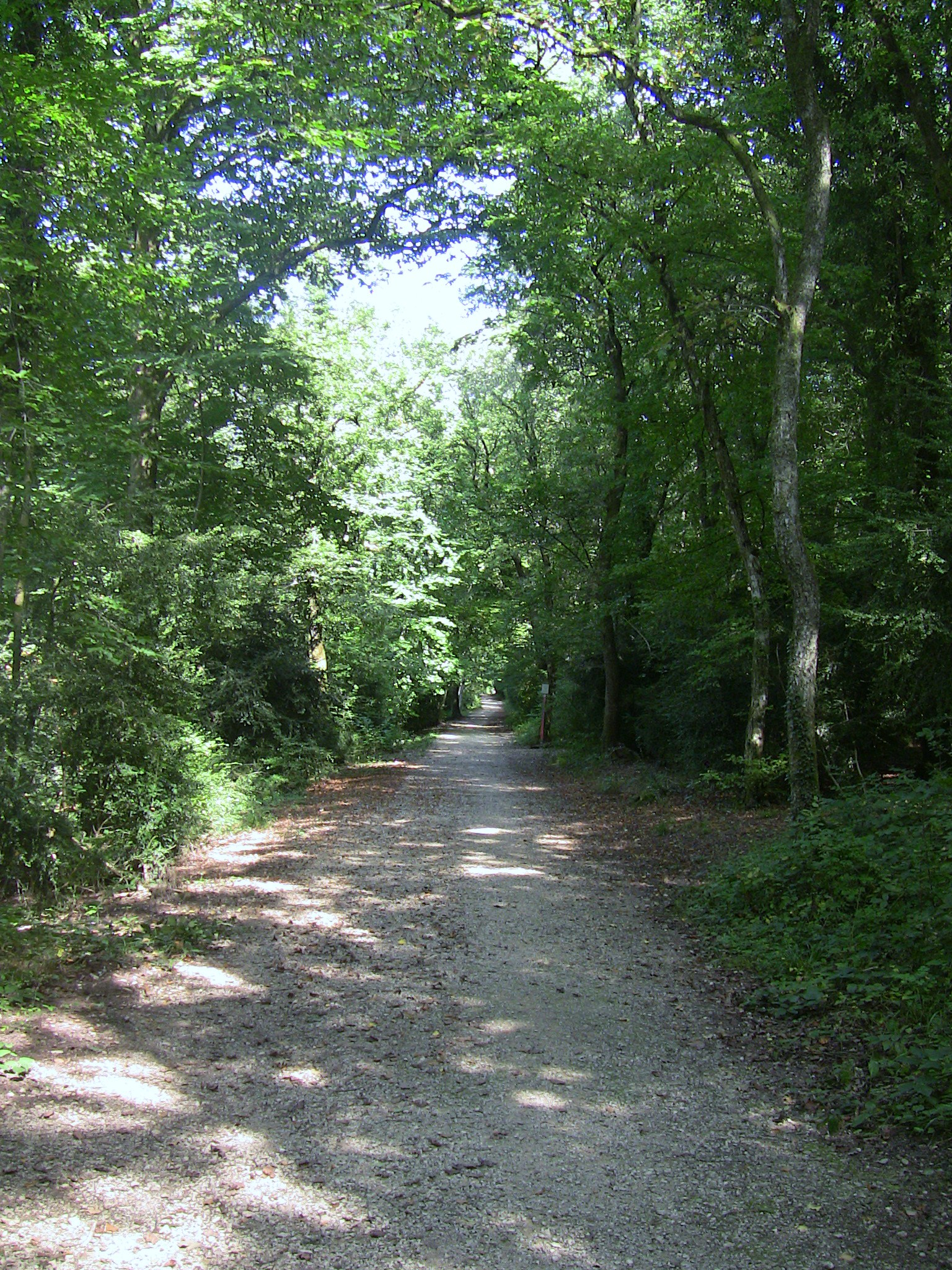
Un sentier du bois de Bregille.

Le quartier de Bregille est l'un des sites de la ville parmi les plus boisés, grâce à sa forêt de 90 hectares, bien que loin derrière la forêt de Chailluz. Cette vaste et épaisse forêt, qui occupe les deux versants de la colline, existe depuis des milliers d'années et contribue à alimenter les deux sources de Bregille-Village. Cet espace fut aménagé par l'homme au cours de l'histoire, notamment en 1738 lorsque la ville de Besançon reboise le mont de Bregille avec des feuillus, des chênes ainsi que des hêtres. Par la suite, le buis qui est une végétation typique de la ville, colonisa peu à peu le site, grâce aux sols bisontins très carbonatés. Ce milieu naturel fut également le lieu de réunions des bons cousins charbonniers, une société secrète d'entraide en milieu forestier proche de la Franc-maçonnerie d'après Gaston Coindre. Le 10 juillet 1780 une bonne partie de la forêt est soumise au Régime forestier grâce à l'administration militaire, et une autre partie communale, connue sous le nom de Roche Boinier fut par la suite soumise au même régime, mais seulement en 1949. Cinquante-deux propriétés sont recensées en 1883 en bordure de forêt, dont douze au nord-est et quarante à l'est et au sud-est. Puis en 1902, un projet d'aménagement voit le jour pour qu'une partie de la forêt devienne une promenade, et en 1903 le chemin de la grande Sommière est réalisé permettant l'accès au grand désert. Grâce à la construction de la station thermale de la Mouillère et du funiculaire de Bregille la forêt gagne en attractivité.

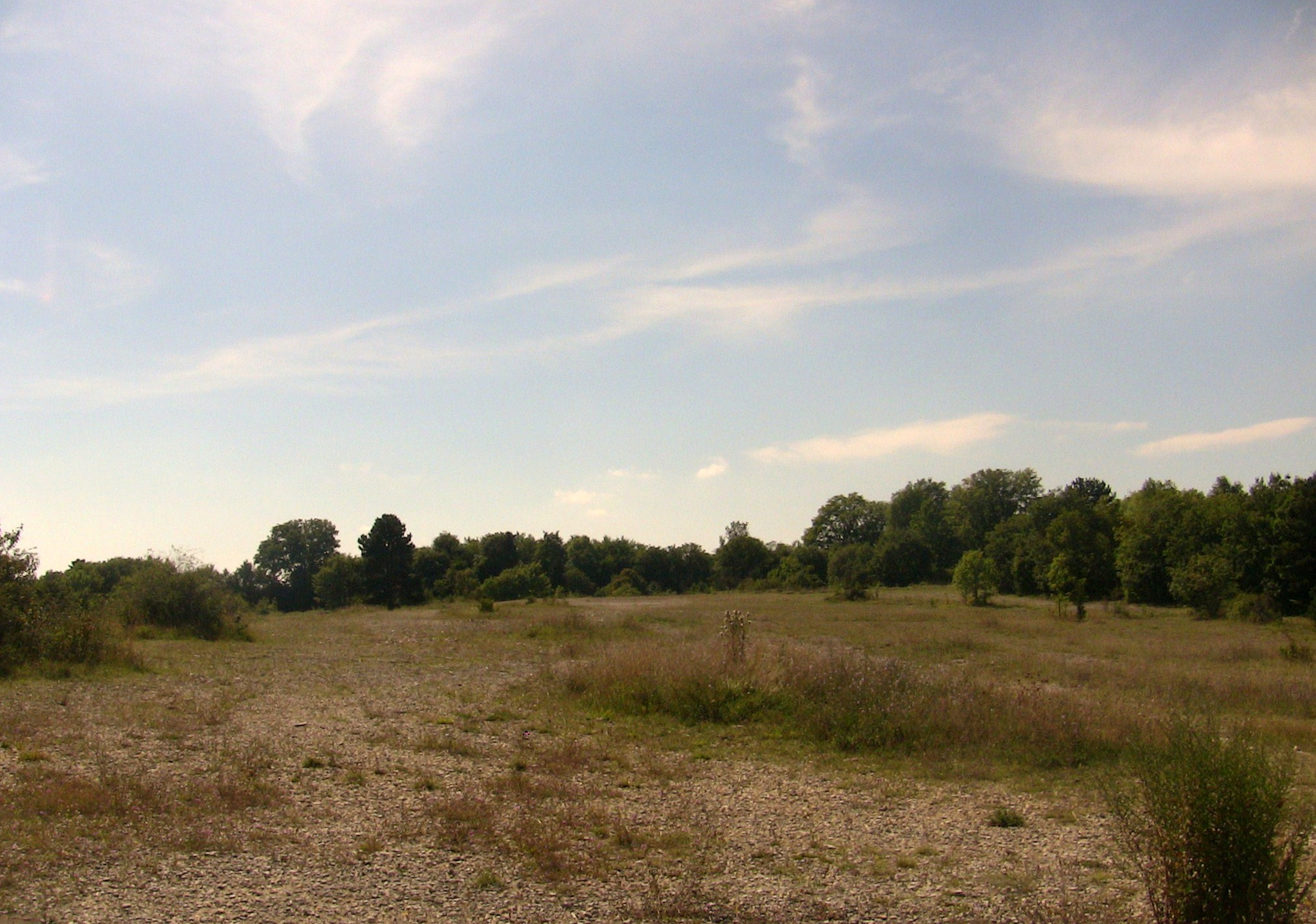
Le Grand désert, en été.

Maurice Boutterin, architecte bisontin, sera à l'origine de nombreux projets liés à la forêt de Bregille, notamment des parcs bien que la plupart ne furent pas terminés. Après l'urbanisation des années 1970 à nos jours, la forêt de Bregille s'est peu à peu transformée en bois péri-urbain. À partir de 1977, cet espace fera l'objet d'une vive protection et d'une réorganisation pour le transformer en un haut lieu environnemental et aussi en un espace piétonnier avec l'aménagement de sentiers. En 1981, quatre kilomètres d'allées piétonnes sont réalisés grâce à la coopération de l'Office national des forêts, de la ville de Besançon et du Comité de quartier de Bregille. Puis en 1984 trois ateliers ludiques sont installés dans la forêt pour les plus jeunes : un téléphérique, un toboggan ainsi qu'un observatoire de la faune. En 2001, certains accès routiers sont condamnés aux véhicules et des poubelles, des bancs, des tables de pique-nique ainsi que des aires de jeux sont aménagés. Actuellement[Quand ?], la forêt compte un circuit pédestre de 6,4 km, d'une difficulté jugée moyenne. Le quartier compte également une plaine située près du sommet de la colline, nommée grand désert à cause de ses cailloux sablonneux gris.

## Personnalités liées au quartier
Le quartier de Bregille a vu grandir plusieurs grandes personnalités, notamment des Résistants, de nombreux artistes ainsi que quelques sportifs.
Résistants
- Henri Mathey (né en 1920 à Besançon), résistant et pilote de chasse français des Forces aériennes françaises libres du Général De Gaulle, ayant grandi dans le quartier[a 25].
- Jean et Pierre Chaffanjon, (respectivement 1900-1945 et 1901-1944) sont deux frères résistants originaires du quartier[a 26].
- Raymond Tourrain (1924-2000), résistant et homme politique qui fut député du Doubs de 1978 et 1981[a 27].
- Jean-Michel Girard (1917-2008), résistant bregillot et ancien président du Comité de quartier de Bregille[a 28].
- Louis Cetre (1913-1985), libraire, éditeur et résistant ayant soutenu les frères Chaffanjon[a 29].

Artistes
- Émile Isenbart (1846-1921), peintre bisontin ayant vécu dans une villa à Bregille[a 77].
- Pierre-Louis Brechat (né en 1926), officier des palmes académiques-Chevalier des Arts et des Lettres[a 78].
- Paul Gonez (né en 1946) lauréat de l'académie des Beaux-Arts[a 79].

Sportifs
- Jean de Gribaldy (1922-1987), coureur cycliste puis directeur sportif[a 80].
- Jean-Jacques Lamboley (1920-1999), cycliste professionnel né à Héricourt et ayant vécu à Bregille[a 81].
- Jacques Maille, athlète français ayant vécu à Bregille[a 82].

## Compléments